# Liste der Stolpersteine in Wiener Neustadt

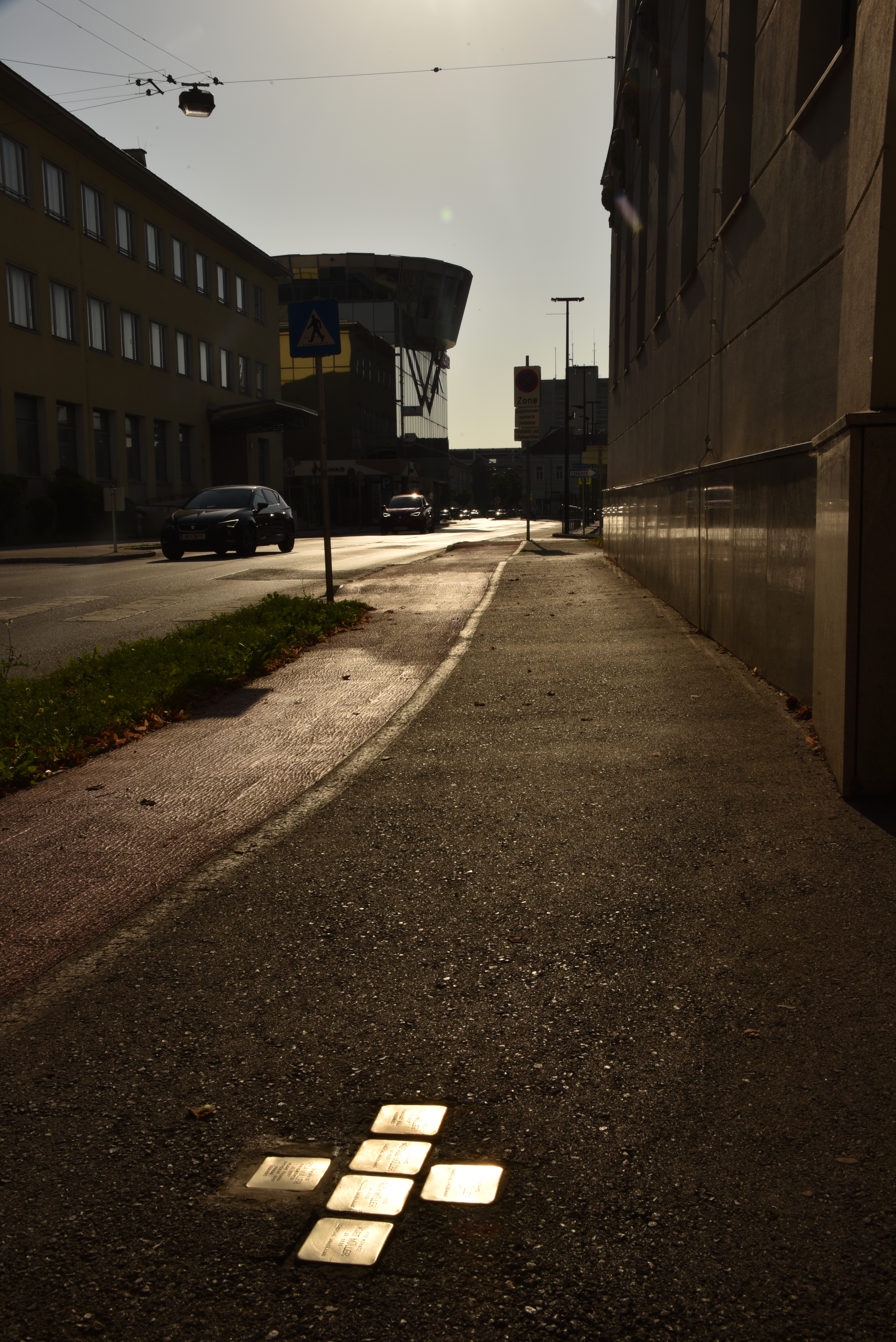
Stolpersteine für Familie Müller

Die Liste der Stolpersteine in Wiener Neustadt enthält Stolpersteine, die im Rahmen des gleichnamigen Kunstprojekts von Gunter Demnig in der niederösterreichischen Statutarstadt Wiener Neustadt verlegt wurden. Stolpersteine erinnern an das Schicksal der Menschen, die von den Nationalsozialisten ermordet, deportiert, vertrieben oder in den Suizid getrieben wurden. Sie liegen im Regelfall vor dem letzten selbst gewählten Wohnsitz des Opfers.
Die erste Verlegung in Wiener Neustadt erfolgte am 24. Juli 2010. Die Verlegungen erfolgen durch die Initiative Stolpersteine für Wiener Neustadt.

## Liste der Stolpersteine

### Flugfeld
Im Stadtbezirk Flugfeld wurden acht Stolpersteine an vier Adressen verlegt.
| Stolperstein | Übersetzung | Verlegeort                               | Name, Leben |
| ------------ | --- | ---------------------------------------- | --- |
|              | HIER WOHNTE JOHANN FINK JG. 1897 VERHAFTET 1939 DACHAU ERMORDET                                                                                              | Nittnergasse 4 Flugfeld                  | Johann Fink wurde am 12. Oktober 1897 in Wolfsberg bei Leibnitz geboren. Er war Maschinenformer, beteiligte sich aktiv in der Wiener Neustädter Arbeiterbewegung und bekannte sich öffentlich zum Kommunismus. 1937 fuhr er nach Paris, er wollte sich den Internationalen Brigaden anschließen um gegen die Franco-Putschisten zu kämpfen. Auf Grund seines steifen Armgelenkes wurde er abgelehnt. Wieder in Österreich angekommen wurde er verhaftet, kam aber aus Mangel an Beweisen wieder frei. Im November 1939 erfolgte seine erneute Verhaftung, laut Gestapobericht vom 4. November 1939 „wegen öffentlichen Bekenntnisses zum Kommunismus“. Johann Fink wurde nach Dachau deportiert, wo er noch im selben Jahr ermordet wurde. Seiner wird auch auf einem Denkmal für die Opfer des Faschismus in der Wiener Straße 108, ebenfalls Wiener Neustadt, gedacht. |
|              | HIER WOHNTE KAROLINE FORMANN JG. 1929 EINGEWIESEN HEILANSTALT GUGGING 1941 ARNSDORF 'VERLEGT' 23.6.1941 LEIPZIG-DÖSEN KINDERFACHABTEILUNG ERMORDET 23.8.1941 | Flugfeldgürtel 13/15 · Flugfeld ·        | Karoline Formann wurde am 14. Oktober 1929 in Wiener Neustadt geboren (laut Häupl am 28. September 1925 in Wien). Sie war von Geburt an behindert. Ihre Eltern suchten in der Heilanstalt Gugging um Aufnahme ihres Kindes an, welche bewilligt wurde. Am 15. März 1941 wurde sie (wie auch Rudolf Müller) von Gugging abtransportiert. Ursprüngliche Destination ihrer Reise war Schloss Hartheim, doch weil in der deutschen Tötungsanstalt Pirna-Sonnenstein ein Propagandafilm für die Euthanasie gedreht werden sollte, dort aber keine Kinder mehr waren, wurde der Transport kurzerhand nach Arnsdorf umgeleitet. Nach Abschluss der Dreharbeiten wurden die Kinder nicht mehr benötigt, Formann wurde am 23. Juni 1941 in die Kinderfachabteilung Leipzig-Dösen verlegt und dort am 23. August selben Jahres mit Medikamenten getötet. |
|              | HIER WOHNTE ALFRED HALBAUER JG. 1915 VERHAFTET 9.11.1939 KERKER WIENER NEUSTADT 'SCHUTZHAFT' KZ DESSAU, STEIN/DONAU TOT AN HAFTFOLGEN 28.12.1944             | Matthias Schönerer-Gasse 10 · Flugfeld · | Alfred Halbauer wurde am 11. Januar 1915 in Wiener Neustadt geboren. Am 9. November 1939, kurz nach einem missglückten Attentat auf Hitler, traf sich Alfred Halbauer mit Freunden, um seinen Abschied zu feiern, er sollte am nächsten Tag zur Wehrmacht einrücken. Auf dem Nachhauseweg und unter Einfluss von Alkohol rief er „Schade dass sie den Hitler nicht umgebracht haben. Aber ich fahr noch hinaus und bring ihn selbst um!“ Dies hörte der Hitlerjunge Franz Hauser, der sofort die Polizei verständigte. Halbauer wurde sofort verhaftet und blutig geschlagen. Bei der Übergabe an die Gerichtsbehörden wurde vermerkt, dass er nach Verbüßung seiner Strafe an die Gestapo Außendienststelle Wiener Neustadt zu übergeben sei. Er sollte also danach in ein Konzentrationslager. Am 8. Dezember 1939 wurde er zu drei Monaten schweren Kerkers verurteilt. Halbauer kam in das Zuchthaus Stein, danach in ein Konzentrationslager nach Dessau, wo er in ein Arbeitskommando kam. Anschließend kam er, schon schwer krank, in ein Moorlager. Man gab ihm den Rat, vor dem Moorlager zu flüchten, da er dieses nicht überleben würde. Die Flucht misslang und man schlug ihn und trat auf ihn ein. Danach wurde er wochenlang in Ketten gelegt. Die Tortur überlebte er, da er aber jetzt arbeitsunfähig war, wurde er zurück nach Stein geschickt. Angehörigen gelang es, ihn dort zu besuchen und mit Hilfe eines Anwaltes seine Freilassung zu erwirken. Eine ärztliche Untersuchung ergab, dass der Magen funktionsunfähig war. Am 28. Dezember 1944 starb Alfred Halbauer zu Hause an den Folgen der Haft. Hitlerjunge Franz Hauser musste sich vor dem Volksgericht Wien 1946 verantworten. Wegen des Verbrechens der Denunziation wurde er zu einem Jahr schweren Kerkers verurteilt, musste die Kosten des Strafverfahrens zahlen und sein gesamtes Vermögen verfiel. |
|              | HIER WOHNTE LORENZ HALBAUER JG. 1907 DEPORTIERT DACHAU 1938 MAUTHAUSEN ERMORDET 15.4.1940                                                                    | Matthias Schönerer-Gasse 10 · Flugfeld · | Lorenz Halbauer wurde am 29. Juli 1907 in Sigleß geboren. Er war politisch interessiert und äußerte sich über die politische Situation und was man dagegen unternehmen könnte. Er wurde deswegen denunziert, und als es bei einer Wirtshausrauferei wiederum zu politischen Äußerungen gekommen sein soll, bekam er eine Vorladung zur Polizei in Wiener Neustadt. Seine Lebensgefährtin Barbara Gerdenitz bekam die Auskunft, dass es länger dauern würde, und sah ihn nie wieder. Er wurde ins KZ Dachau deportiert und am 8. August 1938 mit dem ersten Transport, der ins KZ Mauthausen ging, einem Transport von „Berufsverbrechern“, überstellt. Mit diesen 300 Häftlingen wurde Mauthausen in Betrieb genommen. Am 25. April 1940 wurde Lorenz Halbauer hier ermordet. Laut eines überlebenden Mithäftlings wurde er erschlagen. |
|              | HIER WOHNTE FRANZ KASTEINER JG. 1905 1937 SPANISCHER BÜRGERKRIEG AUSLIEFERUNG GESTAPO HINGERICHTET 1942 GROSS-ROSEN                                          | Flugfeldgürtel 13/15 · Flugfeld ·        | Franz Kasteiner, der am 17. Jänner 1905 in Dunkelstein geboren wurde, begab sich im Jahr 1937 in den Spanischen Bürgerkrieg, wo er auf Seiten der Republikaner kämpfte. Schon 1934 kämpfte er als „Schutzbündler“ für eine demokratische Bewegung und wurde wegen dieses Einsatzes auch längere Zeit inhaftiert. In Spanien durch Franco-Truppen festgenommen, wurde er an die SS übergeben und von dieser nach Groß-Rosen (Schlesien) deportiert, wo er in der Krematoriumsabteilung die Leichen seiner Mithäftlinge verbrennen musste. Vermutlich wurde Kasteiner erschossen, zumindest gab SS-Gruppenführer Richard Glücks üblicherweise Befehl dazu, die Arbeiter in jener Abteilung in einem Abstand von drei Wochen zu exekutieren. In der Nachricht an Kasteiners Bruder Karl vom 24. November 1942 steht geschrieben: „(…) Sehr geehrter Herr Kasteiner! Ihr Bruder Franz Kasteiner meldete sich vor einigen Tagen krank und wurde daraufhin unter Aufnahme im Krankenrevier in ärztliche Behandlung genommen. Es wurde ihm die bestmögliche medikamentöse und pflegerische Behandlung zuteil. Trotz aller angewandten ärztlichen Bemühungen gelang es nicht der Krankheit Herr zu werden. Ich spreche Ihnen zu diesem Verlust mein Beileid aus. Ihr Bruder hat vor seinem Ableben keinerlei letzte Wünsche mehr geäußert. Ich habe die Gefangeneneigentumsverwaltung meines Lagers angewiesen, den Nachlaß Ihres Bruders an Ihre Anschrift zu senden. Der Lagerkommandant (…)“ |
|              | HIER WOHNTE HEINRICH SAUER JG. 1893 VERHAFTET 1941 ERMORDET 1945 STEIN A.D. DONAU                                                                            | Flugfeldgürtel 13/15 · Flugfeld ·        | Heinrich Sauer wurde am 10. April 1892 in Wernig geboren und arbeitete ab seinem 17. Lebensjahr bei der Südbahn. Er war Vater zweier Kinder und heiratete 1919. In einfachen Verhältnissen lebte er in der Feldgasse in Wiener Neustadt. Kurz nach Ende des Ersten Weltkrieges trat Sauer der Sozialdemokratischen Arbeiterpartei in Österreich bei, und engagierte sich als Teil des „Republikanischen Schutzbundes“ auch aktiv gegen den Austrofaschismus. Als das Hitlerregime sich politisch festzusetzen drohte, sammelte Heinrich Sauer kampfbereite Kollegen aus Wiener Neustadt und beriet sich mit diesen, wie der Gefahr Nationalsozialismus entgegenzuwirken sei. Sein Haus stellte er einem illegalen kommunistischen Jugendverband zum Druck der Zeitung „Der Kämpfer“ zur Verfügung. Unter den Widerständlern sammelte Sauer Beträge, um den inhaftierten Eisenbahner Leopold Huber zu unterstützen, welcher zu drei Jahren Zuchthaus wegen Vorbereitung zum Hochverrat verurteilt wurde. Seine Gruppe weitete sich bald auf größere Teile der Südbahn aus, beispielsweise auf Neunkirchen, Leobersdorf und Vöslau. Zwischen August und November 1941 wurden er und seine Kollegen verhaftet, Heinrich Sauer wurde zu zwölf Jahren im Zuchthaus verurteilt, was ihm aufgrund der immer winziger werdenden Nahrungsmittelrationen schließlich das Leben kosten sollte. Sauer starb am 2. Jänner 1945 im Zuchthaus Stein an der Donau, und konnte die von ihm ersehnte Befreiung seines Österreichs nicht mehr miterleben. Die Feldgasse, in der er damals wohnte, wurde 1970 auf Gemeinderatsbeschluss in „Heinrich-Sauer-Gasse“ umbenannt. |
|              | HIER WOHNTE EDUARD SCHALLER JG. 1919 1937 SPANISCHER BÜRGERKRIEG AUSLIEFERUNG GESTAPO ERMORDET 1944 DACHAU                                                   | Flugfeldgürtel 13/15 · Flugfeld ·        | Eduard Schaller kämpfte zu Zeiten des Spanischen Bürgerkrieges an Seite der demokratischen Bewegung. Geboren wurde er am 9. Jänner 1919 in Wiener Neustadt. Er meldete sich freiwillig bei der „Roten Hilfe“ und zog mit einigen anderen Wiener Neustädter Männern 1937 in den Krieg. Nachdem der Krieg von den Achsenmächten, und dadurch dem Faschisten General Franco, gewonnen worden war, versuchte Schaller wieder in seine Heimat zu reisen. Bereits am Grenzübergang zu Frankreich wurde er aufgegriffen und an die Schutzstaffel übergeben, die ihn weiter in das Konzentrationslager Dachau deportierte. Ein guter Freund aus seiner Jugendzeit, und späterer Historiker mit Schwerpunkt Zweiter Weltkrieg, Karl Flanner, war später ebenfalls dort inhaftiert, doch konnten sich die Freunde nicht wiedersehen, denn Schaller befand sich schon in der Außenstelle Friedrichshafen. Im April 1944 fand Flanner, Blockhilfsschreiber, eine Karteikarte mit dem Namen seines Freundes, auf welcher der Tod seines Freundes durch eine amerikanische Fliegerbombe gemeldet wurde. Über fünfzig Jahre später vertonte der Lehrer der Musikhauptschule Wiener Neustadt das Leben des Eduard Schaller in einem Melodram und trug es bei einer Gedenkfeier für die Spanienkämpfer öffentlich vor. |
|              | HIER WOHNTE MARIA WOLF JG. 1910 EINGEWIESEN 1943 HEILANSTALT GUGGING DEPORTIERT 29.2.1944 MESERITZ-OBRAWALDE ERMORDET 7.3.1944                               | Fischauergasse 100 · Flugfeld ·          | Maria Wolf wurde am 28. Mai 1910 in Wiener Neustadt geboren. Sie lebte bei ihren Eltern in der Fischauergasse 100. Sie hielt sich mehrfach in Heilanstalten auf, aus denen sie entweder als geheilt entlassen wurde oder man sie in häusliche Pflege entließ. Für 1941 und 1942 gab es einen Erlass, dass Menschen, die sich schon einmal in Anstaltspflege befanden von Amtsärzten wieder einzuweisen seien. Am 14. November 1941 wurde Maria Wolf in Steinhof eingeliefert, am 19. November desselben Jahres wurde sie nach Mauer-Öhling überstellt. Da in Mauer-Öhling Platz für ein Reservelazarett geschaffen werden musste, wurden fast 300 Patienten mit sechs Transporten zwischen dem 9. Februar 1943 und 2. März 1943 auf Befehl aus Berlin nach Gugging überstellt. Anfang 1944 wurde durch den Gauleiter Jury die Räumung Guggings veranlasst, ein Krankenhaus der Gemeinde Wien sollte hier untergebracht werden. Alle Anstalten in Österreich waren inzwischen überfüllt. Herbert Linden vom Reichsministerium des Inneren nannte Meseritz als Ausweichmöglichkeit. Zwei Transporte mit je 50 Frauen gingen am 28. und 29. Februar 1944 nach Meseritz. Maria Wolf befand sich im zweiten Transport. Die Heil- und Pflegeanstalt Obrawalde war die größte Tötungsstation für geistig Behinderte. Patienten mussten dort bis zur völligen Erschöpfung arbeiten und wurden dann mit Medikamenten getötet. Maria Wolf wurde hier am 7. März 1944 ermordet. |

Die Verlegungen erfolgten 2011 für Franz Kasteiner, Heinrich Sauer, Eduard Schaller und Maria Wolf, 2012 für Karoline Formann (erneuert 2015) und Alfred Halbauer, 2013 für Johann Fink sowie 2015 für Lorenz Halbauer.

### Gymelsdorfer Vorstadt
Im Stadtbezirk Gymelsdorfer Vorstadt wurden zwölf Stolpersteine an vier Adressen verlegt.
| Stolperstein | Übersetzung                                                                                 | Verlegeort                                                      | Name, Leben |
| ------------ | ------------------------------------------------------------------------------------------- | --------------------------------------------------------------- | --- |
|              | HIER WOHNTE ALFRED BEER JG. 1890 DEPORTIERT 1941 KIELCE ERMORDET                            | Neunkirchner Straße 52 Gymelsdorfer Vorstadt                    | Alfred Beer (1890–1941/45) |
|              | HIER WOHNTE ILKA BEER GEB. BAUER JG. 1889 DEPORTIERT 1941 KIELCE ERMORDET                   | Neunkirchner Straße 52 Gymelsdorfer Vorstadt                    | Ilka Beer, geborene Bauer (1889–1941/45) |
|              | HIER WOHNTE ARNOLD BEINHACKER JG. 1892 DEPORTIERT 15.2.1941 OPOLE ERMORDET                  | Neunkirchner Straße 35 · Gymelsdorfer Vorstadt ·                | Arnold Beinhacker wurde am 15. Oktober 1892 in Lackenbach geboren. Er entstammte einer großen Familie von Holz- und Kohlehändlern und heiratete Margarethe Leitner, sie war im selben Dorf wie er geboren. Sein Handelsbetrieb war mit 11. März 1938 mit einem nicht zu bewältigenden Geschäftsrückgang konfrontiert, im April wurde sein Geschäft sodann, wie viele andere jüdische Betriebe, eingestellt und im Dezember desselben Jahres von einem deutschen Händler übernommen. Arnold Beinhacker wurde verhaftet und am 20. Oktober 1939 nach Nisko verschickt, konnte von dort aber bald entkommen. Jedoch war diese Rettung nur vorläufig: Wie auch seine Frau und sein Sohn Eugen wurde er am 15. Februar 1941 nach Opole deportiert und in einem nahe liegenden KZ, vermutlich in Belzec oder Sobibor, ermordet. |
|              | HIER WOHNTE EUGEN BEINHACKER JG. 1936 DEPORTIERT 15.2.1941 OPOLE ERMORDET                   | Neunkirchner Straße 35 · Gymelsdorfer Vorstadt ·                | Eugen Beinhacker war der Sohn von Arnold und Margarethe Beinhacker, geboren am 2. Juni 1936 in Wiener Neustadt. Er ist wie seine Eltern nach Opole verfrachtet worden und wurde in einem dort anliegenden Konzentrationslager im Alter von nur fünf Jahren ermordet. |
|              | HIER WOHNTE MARGARETHE BEINHACKER GEB. LEITNER JG. 1903 DEPORTIERT 15.2.1941 OPOLE ERMORDET | Neunkirchner Straße 35 · Gymelsdorfer Vorstadt ·                | Margarethe Beinhacker, geborene Leitner, wurde am 17. Oktober 1903 in Lackenbach geboren, sie heiratete den Kaufmann Arnold Beinhacker und gebar 1936 den einzigen Sohn, Eugen. Im Februar 1942 wurde sie mit ihrer Familie nach Polen deportiert und dort vom NS-Regime ermordet. |
|              | HIER WOHNTE GUSTAV BREUER JG. 1893 KLADOVO TRANSPORT ERMORDET 1941 ZASAVICA                 | Neunkirchner Straße 33 Gymelsdorfer Vorstadt                    | Gustav Breuer (1893–1941) |
|              | HIER WOHNTE HILDA BREUER GEB. SCHÖN JG. 1893 KLADOVO TRANSPORT ERMORDET 1942 SAJMIŠTE       | Neunkirchner Straße 33 Gymelsdorfer Vorstadt                    | Hilda Breuer geb. Schön (1893–1942) |
|              | HIER WOHNTE MAIER HACKER JG. 1898 DEPORTIERT DACHAU 1939 LAGER NISKO ERMORDET               | Dietrichgasse 23 (Ecke Kamanngasse 5) · Gymelsdorfer Vorstadt · | Maier Hacker wurde am 16. Dezember 1898 in Weppersdorf im Burgenland geboren. Er war Geschäftsführer eines Großviehhandelbetriebes, der per Bahn vor allem aus Ungarn Tiere geliefert bekam. Zunächst lebte er in Kobersdorf und heiratete dort seine Frau, Regine Tauber, die rund zwölf Jahre älter war als er. Mit seinen drei Kindern, Robert, Siegfried und Ernst, besuchte Maier auch noch in Wiener Neustadt, wo man hingezogen war, um den Kindern bessere Bildungschancen zu geben, zwar öfters die ansässige Synagoge, doch war er in keinerlei strenger Auslegung religiös. Nach dem Anschluss verloren die Kinder ihr Anrecht, die Schule zu besuchen, ebenso verlor er seine Arbeit aufgrund der Arisierungen und der Hetze gegen alle Juden. Auf den Straßen in Wien soll er ein Plakat entdeckt haben, auf dem allen sich meldenden Juden Arbeit in Lemberg versprochen wurde. Naiv nahm Hacker diese „Chance“ alleine wahr, in Lemberg befand sich selbstverständlich nichts anderes als ein Arbeitslager, von wo aus er am 20. Oktober 1939 in das Lager nach Nisko deportiert und dort höchstwahrscheinlich ermordet wurde. |
|              | HIER WOHNTE REGINE HACKER GEB. TAUBER JG. 1886 DEPORTIERT 1942 MINSK ERMORDET 1942          | Dietrichgasse 23 (Ecke Kamanngasse 5) · Gymelsdorfer Vorstadt · | Regine Hacker, geboren als Regine Tauber am 15. November 1886 in Andau, heiratete Maier Hacker. Sie lebte mit ihrem Ehemann lange Zeit in Kobersdorf, zog dann der drei Kinder wegen (Robert, Ernst und Siegfried) weiter nach Wiener Neustadt, wo Regine Hacker weiterhin ihren Beruf der Schneiderin ausüben konnte. Nachdem ihr Mann sich naiv und freiwillig in ein Arbeitslager nach Lemberg begeben hatte, blieb sie mit ihren drei Kindern in Wiener Neustadt, wo sie sich im Schrebergarten einer nichtjüdischen Freundin verbergen konnten. Die Freundin konnte verhindern, dass die Nazis auch noch die kleine Hütte im Schrebergarten durchsuchten. Zwei ihrer Söhne konnten durch Flucht nach Palästina überleben. Sie selbst wurde mit ihrem Sohn Robert am 20. Mai 1942 ins Lager nach Minsk deportiert, wo beide umkamen. |
|              | HIER WOHNTE ROBERT HACKER JG. 1925 DEPORTIERT 1942 MINSK ERMORDET 1942                      | Dietrichgasse 23 (Ecke Kamanngasse 5) · Gymelsdorfer Vorstadt · | Robert Hacker wurde als jüngster Sohn von Maier und Regine Hacker am 4. März 1925 in Kobersdorf geboren. Er wurde nach der Annexion Österreichs, wie auch seine Brüder, aus der Schule entlassen. Robert Hacker versteckte sich nach der Abreise des Vaters zusammen mit seinen beiden älteren Brüdern Siegfried und Ernst im Schrebergarten einer Freundin. Zwar eröffnete sich auch für ihn, wie für seine Brüder, die Möglichkeit über Triest nach Palästina zu flüchten, doch verweigerte er die Flucht, um bei seiner Mutter bleiben zu können. Das kostete ihm das Leben: Zusammen mit ihr wurde er im Mai 1942 nach Minsk fortgebracht und dort ermordet. |
|              | HIER WOHNTE JAKOB SCHWARZ JG. 1921 DEPORTIERT 1941 ŁÓDŹ ERMORDET 23.6.1942 MAUTHAUSEN       | Neunkirchner Straße 52 Gymelsdorfer Vorstadt                    | Jakob Schwarz (1921–1942) |
|              | HIER WOHNTE FRIEDA SCHWARZ JG. 1899 DEPORTIERT 1941 ŁÓDŹ ERMORDET                           | Neunkirchner Straße 52 Gymelsdorfer Vorstadt                    | Frieda Schwarz (1899–1941/45) |
|              | HIER WOHNTE IDA ZIMMER GEB. KAPHON JG. 1898 DEPORTIERT 1941 MODLIBORZYCE ERMORDET           | Gymelsdorfergasse 30 Gymelsdorfer Vorstadt                      | Ida Zimmer, geborene Kaphon (1898–1941/45) |
|              | HIER WOHNTE MAX ZIMMER JG. 1891 DEPORTIERT 1941 MODLIBORZYCE ERMORDET                       | Gymelsdorfergasse 30 Gymelsdorfer Vorstadt                      | Max Zimmer (1891–1941/45) |

Die Verlegungen erfolgten 2010 für die Familie Hacker, 2011 für die Familie Beinhacker, 2022 für die Familien Beer, Breuer und Schwarz, sowie 2023 für Das Ehepaar Zimmer.

### Innere Stadt
Im Stadtbezirk Innere Stadt wurden 80 Stolpersteine an 38 Adressen verlegt.
| Stolperstein | Übersetzung | Verlegeort                                            | Name, Leben |
| ------------ | --- | ----------------------------------------------------- | --- |
|              | HIER WOHNTE ELSA BARTFELD GEB. GEWING JG. 1900 DEPORTIERT 19.2.1941 KIELCE ERMORDET 1942 TREBLINKA                                                            | Wiener Straße 10 ·                                    | Elsa Bartfeld, geborene Gewing, wurde am 5. Dezember 1900 geboren und gebar ihrem Ehemann Salomon zwei Kinder, Kurt und Lizzi Bartfeld. Zusammen mit ihren beiden Kindern wurde sie am 19. Februar 1941 nach Kielce gebracht und mit ihrer Tochter 1942 in Treblinka ermordet. |
|              | HIER WOHNTE KURT BARTFELD JG. 1935 DEPORTIERT 19.2.1941 KIELCE ERMORDET                                                                                       | Wiener Straße 10 ·                                    | Kurt Bartfeld ist das jüngere Kind von Elsa und Salomon Bartfeld. Am 22. Oktober 1935 kam er zur Welt und wurde entweder in Treblinka oder Sobibor von den Nazis ermordet, nachdem er schon im Frühjahr 1941 zusammen mit seiner älteren Schwester und seiner Mutter nach Kielce deportiert worden war. |
|              | HIER WOHNTE LIZZI BARTFELD JG. 1931 DEPORTIERT 19.2.1941 KIELCE ERMORDET 1942 TREBLINKA                                                                       | Wiener Straße 10 ·                                    | Lizzi Bartfeld wurde am 16. Februar 1931 in Wiener Neustadt geboren. Kurz nach ihrem zehnten Geburtstag wurde sie mit ihrem Bruder und ihrer Mutter in die polnische Großstadt Kielce gebracht. Wie ihre Mutter wurde sie 1942 in Treblinka ermordet. |
|              | HIER WOHNTE SALOMON BARTFELD JG. 1895 DEPORTIERT 27.10.1939 NISKO ERMORDET IN TREBLINKA                                                                       | Wiener Straße 10 ·                                    | Salomon Bartfeld kam am 18. Juni 1895 in Wiener Neustadt zur Welt und betrieb in seiner Geburtsstadt ein Kleidermachergeschäft in der Lederergasse. Vom 15. November 1938 bis zum 6. April 1939 befand er sich im KZ Dachau, vier Monate später weiter nach Nisko. Vermutlich konnte er von dort nach Wien fliehen. Salomon Bartfeld wurde, wie auch seine Gattin und seine Tochter, im Vernichtungslager Treblinka ermordet. |
|              | HIER WOHNTE EMMA BAUER GEB. GEWING JG. 1897 DEPORTIERT 1942 SOBIBOR ERMORDET                                                                                  | Raugasse 4 ·                                          | Emma Bauer, geboren am 14. Mai 1897 in Česká Lípa als Emma Gewing; ehemals Sekretärin und Ehefrau von Leopold Bauer. Wurde am 27. Februar 1942 im Vernichtungslager Sobibor zusammen mit ihrem Ehemann und zwei ihrer Kinder ermordet. |
|              | HIER WOHNTE ERNST BAUER JG. 1923 DEPORTIERT 1942 SOBIBOR ERMORDET                                                                                             | Raugasse 4 ·                                          | Ernst Bauer, geboren am 14. September 1923 in Wiener Neustadt. Er war der einzige Sohn von Leopold und Emma Bauer. Wie auch seine Eltern und seine jüngere Schwester Susanne wurde Ernst Bauer Opfer der Shoah, er wurde mit seiner Familie in Sobibor ermordet. |
|              | HIER WOHNTE DR. LEOPOLD BAUER JG. 1879 DEPORTIERT 1942 SOBIBOR ERMORDET 1942                                                                                  | Raugasse 4 ·                                          | Leopold Bauer, geboren am 6. Mai 1879 in Schwarzau am Steinfeld. Leopold Bauer war Rechtsanwalt nahe dem Hauptplatz in Wiener Neustadt und heiratete seine Frau Emma im Jahre 1920. Er wurde am 4. Oktober 1938 zum Vorsteher der Israelitischen Kultusgemeinde in Wiener Neustadt ernannt. Die Kanzlei Bauers, in welcher auch seine Frau als Sekretärin angestellt war, wurde im März 1938 konfisziert und arisiert, Bauer mit einem Berufsverbot belegt. Noch im selben Jahr wurde die Familie nach Wien abgeschoben, von wo aus sie am 27. Februar 1942 in das Vernichtungslager Sobibor deportiert und dort ermordet wurde. |
|              | HIER WOHNTE SUSANNE BAUER JG. 1927 DEPORTIERT 1942 SOBIBOR ERMORDET                                                                                           | Raugasse 4 ·                                          | Susanne Bauer, geboren am 14. Juli 1927 in Wiener Neustadt, war das jüngste Kind der Familie Bauer. Sie wurde, wie auch ihre Eltern und ihr Bruder, im Vernichtungslager Sobibor am 27. Februar 1942 ermordet. |
|              | HIER WOHNTE JOHANN BRAUN JG. 1902 DEPORTIERT 1938 DACHAU DEPORTIERT 1939 NISKO TOT 22.3.1940                                                                  | Wiener Straße 58 ·                                    | Johann Braun wurde am 16. August 1902 geboren. Er war gelernter Schlosser. Gemeinsam mit seiner jüngeren Schwester und den Eltern zog es ihn 1914 nach Wiener Neustadt, von dort meldete sich Braun am 8. August 1939 ab, bis dahin lebte er in der Stadt mit seiner Frau Maria Schmiedl, die er 1907 heiratete, und seinem 1935 geborenen Sohn Josef, welcher römisch-katholisch getauft wurde, obwohl seine Eltern beide jüdischer Herkunft waren. Über die genauen Todesumstände von Johann Braun ist schließlich nur wenig bekannt: Sicher ist, dass er im Oktober 1939 nach Nisko deportiert wurde, wo Adolf Eichmann für alle Juden im damaligen Deutschen Reich und den davon besetzten Gebieten ein riesiges Konzentrationslager errichten lassen wollte. Johann Braun starb am 22. März 1940. Es handelte sich bei diesem Stein um den hundertsten Stolperstein von Wiener Neustadt. |
|              | HIER WOHNTE GUSTAV ROBERT BRAUNBERG JG. 1896 DEPORTIERT 1944 THERESIENSTADT 1944 AUSCHWITZ ERMORDET                                                           | Hauptplatz 13 ·                                       | Gustav Robert Braunberg wurde am 17. Jänner 1896 in Wien geboren. Der Zahnarzt und Zahntechniker Gustav Robert Braunberg fand später seine Heimat in Wr. Neustadt, am dortigen Hauptplatz betrieb er bis zu seiner Vertreibung Ende Juni 1938 eine Zahnarztpraxis. Obwohl er selbst römisch-katholisch getauft war und seine Ehefrau Olga als „arisch“ galt, wurde er immer wieder Opfer antisemitischer Anfeindungen und in der Öffentlichkeit als Jude bloßgestellt, weswegen seine Praxis fortan gemieden wurde. Unbekannte überklebten sein Firmenschild durch die Aufschrift „Judengeschäft“. SS-Männer drangen in seine Wohnung ein und beschlagnahmten allen Wert, ihm wurden acht Tage bis zur Ausreise gegeben. Er musste sich von seiner Frau scheiden lassen und sich von seiner Tochter Anni verabschieden, dann gelang ihm zumindest vorerst die Flucht nach Prag, wo er bei einem Kollegen in der Praxis mitarbeiten konnte. Anträge für ein Visum in Südamerika wurden immer wieder abgelehnt, diese Absagen wurden zum Todesurteil: 1944 wurde er festgenommen, nach Theresienstadt und weiter nach Auschwitz deportiert, wo sein Leben grausam endete. |
|              | HIER WOHNTE DAVID BREUER JG. 1891 TOPOLCANY 1942 ERMORDET | Grazer Straße 87 (Ecke Ungargasse 6) · Innere Stadt · | David Breuer wurde zu Silvester 1891 in Mattersburg geboren. Er wurde im März 1915 in den Ersten Weltkrieg eingezogen. Im Jänner 1917 wurde er als Kriegsinvalider wieder in die Heimat geschickt, wo er sich in die Tochter seines Vermieters, Franziska Ehrenfeld, verliebte. Sie heirateten am 15. Februar 1925, im Mai 1927 kam Sohn Heinz zur Welt. Breuer war als Kaufmann tätig. Zum Bruch der Ehe kam es im Juni 1929. Im Jahr 1942 deportierte man die Familie Breuer in den Kreis Topolcany. Am 7. Juli 1943 wurden beide nach Sered gebracht und umgebracht. Das Schicksal des Sohnes Heinz ist bis auf weiteres unbekannt. |
|              | HIER WOHNTE FRANZISKA BREUER GEB. EHRENFELD JG. 1903 TOPOLCANY 1942 SERED 1943 ERMORDET                                                                       | Grazer Straße 87 (Ecke Ungargasse 6) · Innere Stadt · | Franziska Breuer war die Tochter des Hauseigentümers Ehrenfeld in Wiener Neustadt und wurde am 3. Februar 1903 in Salov geboren. Sie heiratete David Breuer im Jahr 1925, und leitete eine Zuckerwaren- und Schokoladenfabrik an der Ungargasse in Wiener Neustadt. Die Ehe brach im Sommer 1929 auseinander. Ihr Ehemann zog nach Berndorf. Der Sohn Heinz besuchte unterdessen eine Volksschule in Wiener Neustadt und die erste Klasse eines Bundesgymnasiums, welche er noch mit einem offiziellen Jahreszeugnis beenden durfte. Ihr Betrieb wurde nach einer Kommission am 14. Mai 1938 arisiert. Sie wurde – wie auch ihr Ehemann – am 7. Juli 1943 nach Sered deportiert und ums Leben gebracht. |
|              | HIER WOHNTE FRIEDRICH BREUER JG. 1890 DEPORTIERT 1939 NISKO ERMORDET                                                                                          | Bahngasse 38 Innere Stadt                             | Friedrich Breuer (1890–1939/45) |
|              | HIER WOHNTE HEINZ BREUER JG. 1927 DEPORTIERT TOPOLČANY ERMORDET SERED                                                                                         | Grazer Straße 87 (Ecke Ungargasse 6) · Innere Stadt · | Heinz Breuer (1927–1942/45) |
|              | HIER WOHNTE WERNER BREUER JG. 1929 DEPORTIERT TOPOLČANY ERMORDET SERED                                                                                        | Grazer Straße 87 (Ecke Ungargasse 6) · Innere Stadt · | Werner Breuer (1929–1942/45) |
|              | HIER WOHNTE FRIEDRICH BUXBAUM JG. 1932 DEPORTIERT 1941 ŁODZ ERMORDET 1942 CHELMNO                                                                             | Gröhrmühlgasse 31 ·                                   | Friedrich Buxbaum |
|              | HIER WOHNTE JULIE BUXBAUM JG. 1929 DEPORTIERT 1941 ŁODZ ERMORDET 1942 CHELMNO                                                                                 | Gröhrmühlgasse 31 ·                                   | Julie Buxbaum, geboren am 21. Dezember 1929. Ihre Eltern waren Margarete und Julius Buxbaum. Ihr Vater arbeitete als Kellermeister, später als Vertreter. Ab 1938 war es Julie und ihrem Bruder Max verboten die Schule zu besuchen. 1941 wurde die gesamte Familie ins Ghetto Litzmannstadt (Łódź) deportiert. Ihr Vater wurde hier 1941 ermordet, Julie, ihre Mutter und ihr Bruder Max wurden 1942 im Vernichtungslager Chelmno ermordet. |
|              | HIER WOHNTE JULIUS BUXBAUM JG. 1894 DEPORTIERT 1941 ŁODZ ERMORDET 1942                                                                                        | Gröhrmühlgasse 31 ·                                   | Julius Buxbaum, geboren am 20. April 1894 in Mattersburg. In den 1920er Jahren arbeitete der Familienvater Julius Buxbaum in Wiener Neustadt als Kellergehilfe bzw. als Kellermeister. Später arbeitete er als Vertreter, das Einkommen blieb ein knappes, seine Familie konnte Julius Buxbaum nur schlicht ernähren. Weil sie mosaischen Glaubens waren, durften die Kinder Max und Julie ab 1938 ihre Schulen nicht mehr besuchen. Der mittlerweile arbeitslose Julius Buxbaum konnte eine Flucht vom NS-Regime nicht erfolgreich finanzieren, so musste sich die gesamte Familie im Jahr 1941 ins Ghetto Litzmannstadt (Łódź) transportieren lassen, wo Julius Buxbaum 1942 im jüdischen Ghetto verstarb. Seine restliche Familie wurde im Vernichtungslager Chelmno ermordet. |
|              | HIER WOHNTE MARGARETE BUXBAUM GEB. BOHENSZKY JG. 1895 DEPORTIERT 1941 ŁODZ ERMORDET 1942 CHELMNO                                                              | Gröhrmühlgasse 31 ·                                   | Margarete Buxbaum, geborene Bohenszky, wurde am 18. Februar 1895 in Deutschkreutz geboren. Sie war verheiratet mit Julius Buxbaum, der als Kellermeister, später als Vertreter arbeitete. Das Paar hatte zwei Kinder – Julie (geboren 1929) und Max (geboren 1927). 1941 wurde die gesamte Familie ins Ghetto Litzmannstadt (Łódź) deportiert. Ihr Ehemann wurde hier 1941 ermordet, Margarete und ihre Kinder wurden 1942 im Vernichtungslager Chelmno ermordet. |
|              | HIER WOHNTE MAX BUXBAUM JG. 1927 DEPORTIERT 1941 ŁODZ ERMORDET 1942 CHELMNO                                                                                   | Gröhrmühlgasse 31 ·                                   | Max Buxbaum, geboren am 22. Dezember 1927 in Wiener Neustadt. Seine Eltern waren Margarete und Julius Buxbaum. Sein Vater arbeitete als Kellermeister, später als Vertreter. Ab 1938 war es Max und seiner Schwester Julie verboten die Schule zu besuchen. 1941 wurde die gesamte Familie ins Ghetto Litzmannstadt (Łódź) deportiert. Sein Vater wurde hier 1941 ermordet, Max, seine Mutter und seine Schwester Julie wurden 1942 im Vernichtungslager Chelmno ermordet. |
|              | HIER WOHNTE JULIUS DUHL JG. 1885 DEPORTIERT 31.8.1942 MINSK ERMORDET                                                                                          | Wiener Straße 13 ·                                    | Julius Duhl wurde am 26. Juli 1885 in Monastyryska (Polen) geboren. Sein Vater war Besitzer zweier Ziegelsteinfabriken, er selbst genoss dadurch eine gute Ausbildung. Im Alter von 14 Jahren kam Julius nach Wien um eine Druckerlehre zu beginnen, später arbeitete er bei einer Zeitung. Im Ersten Weltkrieg wurde er in die Munitionsabteilung Wiener Neustadt stationiert, als Unteroffizier kämpfte er in der österreichischen Armee und wurde mit mindestens zwei Auszeichnungen hervorgehoben. Als er 1918 Irma Gewing heiratete, schenkten deren Eltern dem Paar eine Wohnung in der Wiener Straße in Wiener Neustadt, zu der Wohnung gehörte auch ein Schuhgeschäft. Das Paar wurde Eltern von zwei Kindern: William (geboren 1918) und Trudy (geboren 1921). 1921, drei Monate nach der Geburt von Trudy, starb Irma an einer Angina. Einige Jahre nach dem Tod von Irma wollten Julius Duhls Schwiegereltern, die selber finanzielle Probleme hatten, das Hochzeitsgeschenk zurück. Julius und seine Kinder waren damit obdachlos. Julius zog mit seiner Familie nach Wien, hier ging er verschiedenen Tätigkeiten nach. 1932 heiratete Julius die obdachlose Polin Fanny Rosenkranz. Julius bemühte sich nach der Annektierung Österreichs um ein Visum für sich und seine Tochter. Trudy erhielt schließlich ein Visum und konnte im Dezember 1938 in die USA ausreisen, wo sie bei einem Onkel lebte. Im Juli 1938 musste Julius Duhl in ein Zwangsarbeitslager in Hölingen bei Bremen. Dieses wurde 1941 aufgelöst, Julius Duhl konnte nach Wien zurück. seine letzte Wohnadresse war die Taborstraße 61/32, eine Sammelwohnung im zweiten Wiener Gemeindebezirk. Am 31. August 1942 wurde er zusammen mit seiner Frau Fanny mit dem Transport 39, Zug Da 225 (seine Transport-Nummer war die 58) von Wien ins Vernichtungslager Maly Trostinez deportiert. Ab Wolkowysk fand der Transport in Güterwaggons statt. Julius Duhl und seine Frau wurden am 4. September 1942, am Tag der Ankunft in Maly Trostinez, entweder während einer Massenerschießung erschossen oder in einem Gaswagen erstickt. Willy Duhl heiratete 1938 Susie Leisner, beide konnten mit einem illegalen Schiffstransport, organisiert vom Autor William R. Perl nach Palästina fliehen. Nach dem Ende des Krieges emigrierte das Paar in die USA. Trudy heiratete ebenfalls und wurde Mutter dreier Kinder. |
|              | HIER WOHNTE BENNO FELDMANN JG. 1898 FLUCHT 1940 PALÄSTINA ERTRUNKEN 25.11.1940 UNTERGANG 'PATRIA'                                                             | Eyerspergring 7 · Innere Stadt ·                      | Benno Feldmann (1898–1940) |
|              | HIER WOHNTE ERIKA FELDMANN JG. 1932 DEPORTIERT 23.11.1941 KAUNAS ERMORDET 29.11.1941                                                                          | Eyerspergring 7 · Innere Stadt ·                      | Erika Feldmann wurde am 4. April 1932 in Wiener Neustadt geboren. Ihre Eltern waren Eugenie und Benno Feldmann. Ihr ältester Bruder Jakob versuchte mit dem Vater Anfang 1939 nach Palästina zu flüchten, das Schiff verunglückte und der Vater starb dabei, der Bruder konnte sich retten. Die restliche Familie musste Wiener Neustadt verlassen und lebte in einer Sammelwohnung für Juden in der Zirkusgasse 50 im 2. Wiener Gemeindebezirk. Am 23. November 1941 wurde Erika zusammen mit ihrer Mutter und ihren Geschwistern Stella und Walter mit dem Transport 11, Zug Da 29 von Wien nach Kaunas deportiert. Am 29. November 1941 wurde sie beim IX. Fort, wie alle weiteren 999 Menschen dieses Transportes, erschossen. |
|              | HIER WOHNTE EUGENIE FELDMANN GEB. ROSENBERGER JG. 1898 DEPORTIERT 23.11.1941 KAUNAS ERMORDET 29.11.1941                                                       | Eyerspergring 7 · Innere Stadt ·                      | Eugenie Feldmann, geborene Rosenberger (Juni 1898 in Mattersburg). Der Beamte Benno Feldmann heiratete Eugenie Rosenberger 1920, sie gebar insgesamt vier Kinder (Jakob, Stella, Walter und Erika). 1938 übernahm Benno Feldmann noch das Sekretariat der IKG in Wiener Neustadt, nachdem mehrere Mitglieder vor den Nationalsozialisten flüchten mussten. Der älteste Sohn Jakob (geb. 1923), versuchte mit seinem Vater Anfang des Jahres 1939 nach Palästina zu flüchten. Bei einem Schiffsunglück vor der Küste Palästinas starb sein Vater, er selbst konnte sich an Land retten. Die restliche Familie sollte – vermutlich nicht über den Tod bzw. den Verbleib von Vater und Sohn unterrichtet – am 23. November 1941 mit mehr als tausend anderen Juden und Jüdinnen mit der Bahn nach Riga verfrachtet werden, doch wurde der Zug nach Kaunas umgeleitet, wo die SS am 29. November 1941 alle Passagiere kurzerhand erschoss. |
|              | HIER WOHNTE STELLA FELDMANN JG. 1925 DEPORTIERT 23.11.1941 KAUNAS ERMORDET 29.11.1941                                                                         | Eyerspergring 7 · Innere Stadt ·                      | Stella Feldmann, geboren 1925. Tochter von Benno und Eugenie Feldmann. Ihr ältester Bruder Jakob versuchte mit dem Vater Anfang 1939 nach Palästina zu flüchten, das Schiff verunglückte und der Vater starb dabei, ihr Bruder konnte sich retten. Die restliche Familie musste Wiener Neustadt verlassen und lebte in einer Sammelwohnung für Juden in der Zirkusgasse 50 im 2. Wiener Gemeindebezirk. Am 23. November 1941 wurde Stella zusammen mit ihrer Mutter und ihren Geschwistern Erika und Walter mit dem Transport 11, Zug Da 29 von Wien nach Kaunas deportiert. Am 29. November 1941 wurde sie beim IX. Fort, wie alle weiteren 999 Menschen dieses Transportes, erschossen. |
|              | HIER WOHNTE WALTER FELDMANN JG. 1928 DEPORTIERT 23.11.1941 KAUNAS ERMORDET 29.11.1941                                                                         | Eyerspergring 7 · Innere Stadt ·                      | Walter Feldmann, geboren 1928. Sohn von Benno und Eugenie Feldmann. Sein ältester Bruder Jakob versuchte mit dem Vater Anfang 1939 nach Palästina zu flüchten, das Schiff verunglückte und der Vater starb dabei, der Bruder konnte sich retten. Die restliche Familie musste Wiener Neustadt verlassen und lebte in einer Sammelwohnung für Juden in der Zirkusgasse 50 im 2. Wiener Gemeindebezirk. Am 23. November 1941 wurde Walter zusammen mit seiner Mutter und seinen Geschwistern Erika und Stella mit dem Transport 11, Zug Da 29 von Wien nach Kaunas deportiert. Am 29. November 1941 wurde er beim IX. Fort, wie alle weiteren 999 Menschen dieses Transportes, erschossen. |
|              | HIER WOHNTE ADOLF GERSTL JG. 1864 DEPORTIERT 20.8.1942 THERESIENSTADT ERMORDET 30.11.1943                                                                     | Kollonitschgasse 5 ·                                  | Adolf Gerstl wurde am 24. Juli 1864 in Neunkirchen geboren. Er verdiente seinen Lebensunterhalt als Holzhändler. Verheiratet war er mit Helene Gerstl, geborene Kohn. Das Paar hatte fünf Kinder: Ernst (geboren 1901), Alfred (geboren 1903), Fritz (geboren 1904), Herta (geboren 1908) und Paul (geboren 1915). Nach Wiener Neustadt kam Adolf Gerstl 1912, die Familie bezog eine Wohnung in der Kollonitschgasse 5. Familie Gerstl hatte in Wiener Neustadt eine Holzhandlung, die vom Handelsbund als „das beste Geschäft in Wr. Neustadt“ eingestuft wurde. Die Holzgroßhandlung befand sich in der Gymelsdorferstraße, zusätzlich gab es mehrere Lagerstätten mit einem großen Holzbestand. 1938 erfolgte die Arisierung der Lagerbestände und Liegenschaften. Der Holzlagerplatz Gymelsdorfergasse/Richtergasse wurde von der Stadtgemeinde angekauft (auf dem Areal wurde 1944/45 das Judenlager für ungarische Juden errichtet). Am 7. September 1938 musste Adolf Gerstl auch seine Wohnung verlassen und er zog mit seiner Frau und den Söhnen Ernst und Paul in die Marktgasse, auch dort wurden sie vertrieben und sie kamen in eine Sammelwohnung für Juden in die Hollandstraße 14 im 2. Wiener Gemeindebezirk. Adolf Gerstl und sein Sohn Ernst wurden (auch im Jahr 1938) schließlich festgenommen und für einige Monate ins KZ Dachau verbracht. Am 20. August 1942 erfolgte die endgültige Deportierung, Adolf wurde mit seiner Frau mit dem Transport Transport 37, Zug Da 504 nach Theresienstadt gebracht (seine Nummer auf dem Transport lautete 701). Dort wurde Adolf Gerstl am 1. Dezember 1943 ermordet. Seine Frau Helene wurde bereits am 9. November 1942 ermordet. Alle fünf Kinder konnten flüchten. Paul und Herta können durch einen Ausreiseantrag zuerst nach Paris und schließlich in die USA gelangen. Alfred Gerstl kann ebenso 1938 flüchten und ging nach Australien. Auch Ernst und Fritz erreichten Palästina, bzw. Großbritannien. |
|              | HIER WOHNTE HEINRICH GERSTL JG. 1880 FLUCHT 1940 TOT LAGER ATLIT TYPHUS                                                                                       | Martinsgasse 8 ·                                      | Heinrich Gerstl wurde am 24. Juli 1880 in Neufeld an der Leitha als Sohn von Jacob und Marie Gerstl geboren, bei denen er nach seinem Abschluss an einer Wiener Handelsschule zuweilen auch im Kurzwarengeschäft arbeitete. Während des Ersten Weltkrieges war Gerstl in einer Munitionsfabrik in Wöllersdorf zwangsverpflichtet, danach eröffnete er ein Schnittwarengeschäft in Wiener Neustadt, wo er 1933 ein Haus für seine Frau und seine vier Töchter kaufte. Nach mehreren antisemitisch bewegten Anschlägen auf die Familie, einer vierwöchigen Verhaftung des Kaufmanns, und einer erzwungenen Arisierung der familiären Besitztümer, floh die sechsköpfige Familie am 4. September 1940 nach Palästina. Zwar kam dort auch die gesamte Familie an, aber Heinrich Gerstl war auf der schwierigen Reise an Typhus erkrankt. An den Folgen dieser Infektionskrankheit starb Gerstl rund drei Monate nach Beginn der Flucht, am 10. Dezember 1940. |
|              | HIER WOHNTE HELENE GERSTL GEB. KOHN JG. 1874 DEPORTIERT 20.8.1942 THERESIENSTADT ERMORDET 9.11.1942                                                           | Kollonitschgasse 5 ·                                  | Helene Gerstl, geborene Kohn, wurde am 3. August 1874 in Wiener Neustadt geboren. Sie war verheiratet mit dem Holzhändler Adolf Gerstl. Das Paar hatte fünf Kinder: Ernst (geboren 1901), Alfred (geboren 1903), Fritz (geboren 1904), Herta (geboren 1908) und Paul (geboren 1915). Helene zog mit ihrer Familie 1912 nach Wiener Neustadt. Sie bezogen eine Wohnung in der Kollonitschgasse 5. Familie Gerstl hatte in Wiener Neustadt eine Holzhandlung, die vom Handelsbund als „das beste Geschäft in Wr. Neustadt“ eingestuft wurde. Die Holzgroßhandlung befand sich in der Gymelsdorferstraße, zusätzlich gab es mehrere Lagerstätten mit einem großen Holzbestand. 1938 erfolgte die Arisierung der Lagerbestände und Liegenschaften. Der Holzlagerplatz Gymelsdorfergasse/Richtergasse wurde von der Stadtgemeinde angekauft (auf dem Areal wurde 1944/45 das Judenlager für ungarische Juden errichtet). Am 7. September 1938 musste Helene Gerstl auch ihre Wohnung verlassen und sie zog mit ihrem Mann und den Söhnen Ernst und Paul in die Marktgasse, auch dort wurden sie vertrieben und sie kamen in eine Sammelwohnung für Juden in die Hollandstraße 14 im 2. Wiener Gemeindebezirk. Ihr Mann Adolf Gerstl und Sohn Ernst wurden schließlich 1938 festgenommen und für einige Monate ins KZ Dachau verbracht. Am 20. August 1942 erfolgte die endgültige Deportierung, Helene wurde mit ihrem Mann mit dem Transport Transport 37, Zug Da 504 nach Theresienstadt gebracht (ihre Nummer auf dem Transport lautete 702). Dort wurde Helene Gerstl am 9. November 1942 ermordet. Adolf Gerstl wurde ein Jahr später, am 1. Dezember 1943 ebenfalls in Theresienstadt ermordet. Alle fünf Kinder konnten flüchten. Paul und Herta können durch einen Ausreiseantrag zuerst nach Paris und schließlich in die USA gelangen. Alfred Gerstl kann ebenso 1938 flüchten und ging nach Australien. Auch Ernst und Fritz erreichten Palästina, bzw. Großbritannien. |
|              | HIER WOHNTE ERICH GRÜNWALD JG. 1921 FLUCHT FRANKREICH INTERNIERT DRANCY DEPORTIERT 1942 AUSCHWITZ ERMORDET                                                    | Singergasse 15 ·                                      | Erich Grünwald war der Sohn von Otto und Olga Grünwald, geboren am 19. Dezember 1921 in Wiener Neustadt. Er besuchte in seiner Geburtsstadt Volksschule und Gymnasium, letzteres verließ er aber bereits verfrüht mit nur 15 Jahren. Wie auch seine Eltern wurde er nach zwischenzeitlicher Flucht in Frankreich festgenommen, er kam in das Sammellager Drancy und wurde von dort am 16. September 1942 mit dem Transport 33 nach Auschwitz deportiert. Erich Grünwald und seine Eltern haben die Shoah nicht überlebt. |
|              | HIER WOHNTE OLGA GRÜNWALD GEB. SEINFELD JG. 1901 FLUCHT FRANKREICH INTERNIERT DRANCY DEPORTIERT 1942 AUSCHWITZ ERMORDET                                       | Singergasse 15 ·                                      | Olga Grünwald, geborene Seinfeld, wurde am 26. Februar 1901 in Wiener Neustadt geboren, sie heiratete im Jahr 1920 ihren Ehemann Otto, mit dem sie einen Sohn – Erich – hatte. Mit ihrem Mann betrieb sie gemeinsam eine Seifenfabrik sowie eine Samenhandlung. Neben Franziska Breuer war sie die einzige Fabrikantin in der Stadt. Nach den Novemberpogromen wurde ihre Familie aus der Stadt vertrieben, über Wien flüchtete sie nach Frankreich, wo ihr Mann, Sohn Erich und sie aber nach wenigen Jahren Sicherheit wieder aufgefasst wurden. Über das Sammellager Drancy wurde sie am 16. September 1942 mit dem Transport 33 nach Auschwitz deportiert. Dort wurden Olga Grünwald, ihr Sohn und ihr Mann ermordet. Ihr Vater Max Seinfeld verstarb 1936. Ihre Schwester Josefine wurde im März 1941 in Hartheim ermordet. Mutter Amalie musste die Wohnung am Domplatz im Zuge der Novemberpogrome verlassen und zog aus Wiener Neustadt weg. Bruder Siegfried war zuletzt an der Medizinischen Fakultät im 5. Semester eingeschrieben. Nach 1938 war das Fortführen des Studiums nicht möglich, der weitere Verbleib ist ungeklärt. |
|              | HIER WOHNTE OTTO GRÜNWALD JG. 1883 FLUCHT FRANKREICH INTERNIERT DRANCY DEPORTIERT 1942 AUSCHWITZ ERMORDET                                                     | Singergasse 15 ·                                      | Otto Grünwald wurde am 1. Mai 1883 in Wiener Neustadt geboren und arbeitete in der international erfolgreichen Kleng-Anstalt seines Vaters als Prokurist. Mit seiner Gattin Olga, die er im April des Jahres 1920 heiratete (der Sohn Erich wurde 1921 geboren), führte er zusätzlich auch eine Seifenfabrik in der Stadt. Man unterhielt Handelsbeziehungen quer über den Globus, bis nach Argentinien und Australien. 1938 musste das Unternehmen geschlossen werden, wie üblich erhielt er für den „Verkauf“ des Betriebes keinerlei finanzielle Entschädigung. Mit seiner Familie gelang ihm zwar die Flucht nach Frankreich, allerdings nur in einen bald von Hitler-Deutschland eingenommenen Bereich des Landes. Am 16. September 1942 wurde er mit dem Transport 33 vom Sammellager Drancy nach Auschwitz deportiert. Otto Grünwald, seine Frau und sein Sohn Erich wurden dort allesamt ermordet. |
|              | HIER WOHNTE HERMANN HACKL JG. 1897 ARMENHAUS WIENER NEUSTADT EINGEWIESEN 10. 7.1941 HEILANSTALT GUGGING ERMORDET 7.1.1944                                     | Ungargasse 20 (Parkgarage) ·                          | Hermann Alfred Hackl wurde am 30. März 1897 in Wiener Neustadt geboren. Er war kleinwüchsig (146 cm groß) und hatte zudem einen Höcker. Er machte eine Ausbildung zum Bäcker und arbeitete zehn Jahre in diesem Beruf, bis er auf Grund einer Erkrankung an der Hand (Knochenkaries) diesen Beruf nicht mehr ausüben konnte. Er versuchte immer wieder, über das Arbeitsamt eine Arbeit zu erhalten. Trotzdem wurde er als arbeitsscheu denunziert. 1940 kam er in das Altersheim in der Ungargasse. Am 10. Juli 1941 wurde er mit vier anderen Heiminsassen auf Veranlassung des Reichsstatthalters in die Heil- und Pflegeanstalt Gugging überführt. Die Untersuchung dort ergab, entgegen einer vorherigen Untersuchung durch das Gesundheitsamt in Wiener Neustadt, dass er nicht geisteskrank sei, nicht an Geistesschwäche leide und nicht anstaltsbedürftig sei. Das Amtsgericht Klosterneuburg hielt aber die Anhaltung in einer geschlossenen Anstalt für zulässig, dieser Beschluss wurde mehrfach verlängert. Hermann Hackl wurde in der Pflegeanstalt zunehmend depressiv, nahm aber wieder eine Arbeit auf. Er mochte schließlich ins Altersheim zurück, da es ihm dort besser ergangen war, er wäre schließlich wegen Arbeitsunfähigkeit ins Altersheim gekommen, aber nicht, weil er geisteskrank gewesen sei. Dieser Wunsch wurde ihm nicht gewährt und sein Zustand in der Anstalt verschlechterte sich. Er magerte stark ab, wurde bettlägerig und erkrankte Anfang 1944 an einer Lungenentzündung, an der er offiziell am 7. Januar 1944 „verstarb“. Hermann Alfred Hackl war ein Opfer von Emil Gelny geworden, der in einem Brief an den Gauhauptmann berichtete: „Schließlich sei durch meine Tätigkeit die Eliminierung von mehr als 400 unheilbarer, den Staat in der jetzigen Situation schwer belastender Kranker in den letzten 4 Monaten erfolgt, und die Herren hatten das größte Interesse, daß ich in meiner Tätigkeit nicht lahmgelegt werde.“ |
|              | HIER WOHNTE GERTRUDE HIRSCH JG. 1921 DEPORTIERT MAUTHAUSEN ERMORDET                                                                                           | Haggenmüllergasse 25 ·                                | Gertrude Hirsch wurde am 1. Mai 1921 in Wiener Neustadt geboren. Sie war die Tochter von Sigmund und Johanna Hirsch. Vater Sigmund war Leder- und Bänderhändler mit einem Geschäft in der Neunkirchnerstraße 6 in Wiener Neustadt. 1930 zog die Familie in die Haggenmüllergasse 25. Während der Reichspogromnacht wurde die Familie beraubt und sie mussten ihre Wohnung verlassen. Das Geschäft des Vaters und auch die Wohnung wurden arisiert. Alle drei lebten in Wien an verschiedenen Adressen. Gertrude Hirsch lebte in der Ramperstorffergasse 34 im 5. Wiener Gemeindebezirk. Sie wurde deportiert und im KZ Mauthausen ermordet. |
|              | HIER WOHNTE JOHANNA HIRSCH GEB. LÖBL JG. 1901 DEPORTIERT MAUTHAUSEN ERMORDET                                                                                  | Haggenmüllergasse 25 ·                                | Johanna Hirsch, geborene Löbl, wurde am 1. August 1901 in Wiener Neustadt geboren. Sie war verheiratet mit dem Lederhändler Sigmund Hirsch. Das Paar hatte eine Tochter – Gertrude, geboren 1925. Johannas Ehemann, der Ausschussmitglied der Israelitischen Kultusgemeinde in Wiener Neustadt war, hatte hier ein Geschäft in der Neunkirchnerstraße 6. 1930 zog die Familie in die Haggenmüllergasse 25. Während der Reichspogromnacht wurde die Familie beraubt und sie mussten ihre Wohnung verlassen. Das Geschäft und auch die Wohnung wurden arisiert. Alle drei lebten in Wien an verschiedenen Adressen. Johanna Hirsch lebte in Wien in der Börsegasse 3 im 1. Wiener Gemeindebezirk. Sie wurde deportiert und im KZ Mauthausen ermordet. |
|              | HIER WOHNTE ALFRED HÖCHSTÄTTER JG. 1903 IM WIDERSTAND VERHAFTET 1943 MÜNCHEN-STADELHEIM HINGERICHTET 25.1.1944                                                | Wiener Straße 51 ·                                    | Alfred Höchstätter (geboren am 5. Juni 1902 in Wiener Neustadt) war ein Arbeiter und Widerstandskämpfer gegen das NS-Regime. Ihm wurde das Verteilen der Roten Fahne und anderer NS-kritischer Schriften zur Last gelegt. Er wurde am 19. November 1943 vom Volksgerichtshof zum Tode verurteilt und zwei Monate später, am 25. Jänner 1944, in München-Stadelheim mit dem Fallbeil hingerichtet. |
|              | HIER WOHNTE LUDWIG HUBER JG. 1894 IM WIDERSTAND VERHAFTET 1941 'HOCHVERRAT' STRAFEINHEIT TOT OKT. 1941 IN JUGOSLAWIEN                                         | Hauptplatz 20 ·                                       | Ludwig Huber wurde am 24. Juli 1894 in Tauchen am Wechsel geboren und war lange Zeit auch als Fabriksarbeiter tätig. Von 1920 bis 1934 gehörte er als Freier Eisenbahngewerkschafter auch der SDAP an, nach deren Verbot wechselte Huber die politische Seite und agierte fortan als Mitglied der austrofaschistischen „Vaterländischen Front“. Anfang 1940 wechselte Huber wiederum das Revier und wurde Teil einer in Kottingbrunn ansässigen kommunistischen Gruppe, welche enge Verbindungen zur im Untergrund agierenden KPÖ hielt. Die Gruppierung verteilte Flugblätter und Aufrufe zum Umsturz. Die Organisation wurde im Jahr 1940 ausgehoben, 15 Mitglieder festgenommen und in eine Wiener Untersuchungshaftanstalt eingewiesen. Ludwig Huber wurde zu drei Jahren Zuchthaus verurteilt. Im Juli 1943 wurde er aus der Haft entlassen und an die Jugoslawien-Front eingezogen, wo er wahrscheinlich bei Kämpfen vom 16. auf den 17. Oktober 1944 starb. In der Wartehalle des Wiener Neustädter Bahnhofes befindet sich seit 1999 für ihn und zwei weitere ehemalige Eisenbahner eine Gedenktafel. |
|              | HIER WOHNTE ADOLF JAUL JG. 1871 FLUCHT 1940 PALÄSTINA TOT LAGER ATLIT                                                                                         | Bahngasse 38 Innere Stadt                             | Adolf Jaul (1871–1940/45) |
|              | HIER WOHNTE AMALIA JAUL GEB. WINKLER JG. 1872 FLUCHT 1940 PALÄSTINA INTERNIERT LAGER ATLIT TOT MAURITIUS                                                      | Bahngasse 38 Innere Stadt                             | Amalia Jaul, geborene Winkler (1872–1940/45) |
|              | HIER WOHNTE JOSEF KLINGER JG. 1898 VERHAFTET MÄRZ 1938 DEPORTIERT 1938 BUCHENWALD ERMORDET 14.2.1939                                                          | Bahngasse 44 ·                                        | Josef Klinger wurde am 8. November 1898 in Gloggnitz geboren und war als Schriftsetzer tätig. Am 17. März 1938, wenige Tage nach dem Anschluss Österreichs, wurde Josef Klinger von Nazis festgenommen und nach Wöllersdorf gebracht. Ein Grund für die Festnahme wurde nicht genannt. Das lag daran, dass es sich bei der Inhaftierung um einen reinen Racheakt handelte. Als die Nationalsozialisten in Österreich noch illegal im Untergrund ihre Schriften verbreiteten, weigerte sich Klinger, deren Propagandaschriften zu drucken. Als Reaktion darauf brachten ihn die Nazis, sobald ihnen das möglich war, in das KZ Buchenwald (April 1938), wo der athletische Mann aufgrund der mangelnden Ernährung sowie harter Arbeitszustände bald abmagerte und krank wurde. Bis zum 14. Februar des Folgejahres konnte er sich am Leben halten. |
|              | HIER WOHNTE JOHANNA KRAUS JG. 1872 ARMENHAUS WIENER NEUSTADT EINGEWIESEN HEILANSTALT MAUER-ÖHLING 1939 HEILANSTALT GUGGING 1943 ERMORDET 12.12.1943           | Ungargasse 20 (Parkgarage) ·                          | Johanna Kraus wurde 1872 in Winzendorf geboren. Ihre Kleinwüchsigkeit hinderte sie zunächst nicht daran, als Putzfrau zu arbeiten und in Wiener Neustadt am Corvinusring in Untermiete zu leben. Aufgrund einer fortschreitenden Osteoporose erfolgte ihre ungewollte Einweisung in das Sophienspital nach Wien, wo sie sich gegen ihre Behandlung zur Wehr setzte, was dafür sorgte, dass sie in die Anstalt „Am Steinhof“ überwiesen wurde. Dort wurde sie zwar als ruhig, intelligent und auf das Wesentliche orientiert beschrieben, dennoch wurde sie nach Mauer-Öhling überstellt. Dort wurde mit 13. Oktober 1939 entschieden, dass sie nicht anstaltsbedürftig sei, und daher entlassen werden könne. Es erfolgte eine Aufnahme in ein Altersheim in Wiener Neustadt, wo 1943 ein ärztliches Gutachten feststellen sollte, dass Kraus „schwachsinnig“ sei und ein Anstaltsaufenthalt daher zu empfehlen sei – am 23. Februar selben Jahres wurde sie wieder nach Mauer-Öhling gebracht. In den Akten ist sie „als zur Arbeit nicht brauchbar“, sowie „schwach und schwerfällig“ beschrieben. Am 12. Dezember 1943 wurde Johanna Kraus ermordet. |
|              | HIER WOHNTE ARNOLD LEMBERGER JG. 1877 DEPORTIERT 1941 MINSK ERMORDET                                                                                          | Herzog Leopold-Straße 3 ·                             | Arnold Lemberger wurde am 1. Juni 1877 in Freistadt (Mähren) geboren. Er war verheiratet mit Bella, geborene Kohn, das Paar hatte drei Kinder. Er betrieb ab 1918 zwanzig Jahre lang ein Warenhaus in der Wiener Neustädter Innenstadt. Lemberger bot unter anderem Textilien, Leder- und Sportwaren an, das Geschäft war stark frequentiert, wodurch Lemberger sich bis zu sechs Angestellte leisten konnte. Lemberger war Mitglied des Kultusausschusses der jüdischen Gemeinde gewesen. Gegen die Arisierung seines Betriebes 1938 traute Arnold Lemberger sich als einer von wenigen Geschäftsleuten zu wehren, er verweigerte den Behörden eine wichtige Unterschrift. Selbstverständlich konnte letzten Endes das die endgültige Arisierung seines Betriebes im Dezember 1938 nicht verhindern, er selbst flüchtete mit seiner Familie nach den Novemberpogromen in Richtung Wien, seinen drei Kindern konnte er die Reise nach Großbritannien organisieren, sie überlebten. Noch Anfang 1940 forderte Lemberger Geldbeträge für die Übernahme seines Betriebes ein. Arnold Lemberger fand sich – als einst hoch angesehener und freundlich gegrüßter Herr – nur schwer mit den neuen Umständen zurecht. Mit seiner Frau wurde er am 28. November 1941 nach Minsk deportiert und dort ermordet. |
|              | HIER WOHNTE BELLA LEMBERGER GEB. KOHN JG. 1890 DEPORTIERT 1941 MINSK ERMORDET                                                                                 | Herzog Leopold-Straße 3 ·                             | Bella Lemberger, geborene Kohn, wurde am 15. Februar 1890 in Nikolsburg geboren. Sie war verheiratet mit Arnold Lemberger, einem Händler. Das Paar hatte drei Kinder. Einen Tag auf die „Reichskristallnacht“ wurde sie zusammen mit ihren drei Kindern – ihr Ehemann befand sich in Wien – von SS-Soldaten festgenommen und in eine Synagoge gesperrt und aufgefordert, die Inneneinrichtung zu zerstören. Auch wurden sie auf demütigende Weise durch die Straßen Wiener Neustadts getrieben und von Passanten laut ausgelacht. Wie auch ihr Mann wurde sie am 28. November 1941 nach Minsk deportiert und ermordet. Alle drei Kinder konnten im Exil von Großbritannien überleben. |
|              | HIER WOHNTE ALICE LÖBL GEB. SILBERSTEIN JG. 1894 FLUCHT TSCHECHOSLOWAKEI DEPORTIERT 1942 THERESIENSTADT ERMORDET IN RAASIKU/ESTLAND                           | Wienerstraße 9 (Ecke Herrengasse 2) ·                 | Alice Löbl, geborene Silberstein, wurde am 1. Mai 1894 in Teplitz-Schönau geboren. Sie war seit 1921 verheiratet mit Gustav Löbl, einem Bankdirektor der Allgemeinen Verkehrsbank. Das Paar hatte einen Sohn – Kurt Josef, geboren 1922. Die Familie lebte ab 1936 in Wiener Neustadt in der Wienerstraße 9. Alice flüchtete mit ihrer Familie Ende Juli, bzw. am 1. August 1938 in die Tschechoslowakei, wo sie kurz in Brno lebten. Am 28. Januar 1942 wurde Alice mit ihrem Mann und ihrem Sohn mit dem Transport U (ihre Nummer auf dem Transport lautete 631) von Brno nach Theresienstadt deportiert. Am 1. September 1942 erfolgte ihre Überstellung (wieder mit Ehemann und ihrem Sohn) mit dem Transport Be nach Raasiku (ihre Nummer auf dem Transport lautete 228). Am Bahnhof mussten sich die 1500 Menschen einer Selektion unterziehen. Die meisten wurden mit Bussen in den Raum Jägala bzw. Kalevi-Liiva an der Ostsee gebracht. Dort mussten sie sich entkleiden und wurden erschossen. Auch Alice Löbl und ihre Familie wurde hier erschossen. |
|              | HIER WOHNTE GUSTAV LÖBL JG. 1880 FLUCHT TSCHECHOSLOWAKEI DEPORTIERT 1942 THERESIENSTADT ERMORDET IN RAASIKU/ESTLAND                                           | Wienerstraße 9 (Ecke Herrengasse 2) ·                 | Gustav Löbl wurde am 12. März 1880 in Roudnice geboren. 1910 kam Gustav Löbl von Wien nach Wiener Neustadt um hier als Prokurist der Allgemeinen Verkehrsbank tätig zu werden. 1921 heiratete er Alice Löbl. Das Paar hatte einen Sohn – Kurt Josef, geboren 1922. Die Familie lebte ab 1936 in Wiener Neustadt in der Wienerstraße 9. Gustav Löbl war inzwischen Bankdirektor geworden. Gustav flüchtete mit seiner Familie Ende Juli, bzw. am 1. August 1938 in die Tschechoslowakei, wo sie kurz in Brno lebten. Am 28. Januar 1942 wurde Gustav mit seiner Frau und seinem Sohn mit dem Transport U (seine Nummer auf dem Transport lautete 630) von Brno nach Theresienstadt deportiert. Am 1. September 1942 erfolgte seine Überstellung (wieder mit Ehefrau und seinem Sohn) mit dem Transport Be nach Raasiku (seine Nummer auf dem Transport lautete 227). Am Bahnhof mussten sich die 1500 Menschen einer Selektion unterziehen. Die meisten wurden mit Bussen in den Raum Jägala bzw. Kalevi-Liivi an der Ostsee gebracht. Dort mussten sie sich entkleiden und wurden erschossen. Auch Gustav Löbl und seine Familie wurde hier erschossen. |
|              | HIER WOHNTE KURT LÖBL JG. 1922 FLUCHT TSCHECHOSLOWAKEI DEPORTIERT 1942 THERESIENSTADT ERMORDET IN RAASIKU/ESTLAND                                             | Wienerstraße 9 (Ecke Herrengasse 2) ·                 | Kurt Josef Löbl wurde am 31. August 1922 in Wien geboren. Er war der Sohn von Alice und Gustav Löbl. Ab 1932 besuchte Kurt das Bundesgymnasium. 1936 zog die Familie in die Wienerstraße 9. Kurt Josef kann 1938 noch den Schuljahrgang abschließen, dann flüchtete die Familie Ende Juli, bzw. am 1. August 1938 in die Tschechoslowakei, wo sie kurz in Brno lebte. Am 28. Januar 1942 wurde Kurt zusammen mit seinen Eltern mit dem Transport U (seine Nummer auf dem Transport lautete 632) von Brno nach Theresienstadt deportiert. Am 1. September 1942 erfolgte seine Überstellung (wieder mit seinen Eltern) mit dem Transport Be nach Raasiku (seine Nummer auf dem Transport lautete 229). Am Bahnhof mussten sich die 1500 Menschen einer Selektion unterziehen. Die meisten wurden mit Bussen in den Raum Jägala bzw. Kalevi-Liivi an der Ostsee gebracht. Dort mussten sie sich entkleiden und wurden erschossen. Auch Kurt Josef Löbl und seine Eltern wurden hier erschossen. |
|              | HIER WOHNTE KURT MÜLLER JG. 1935 SCHICKSAL UNBEKANNT | Baumkirchnerring 5 · Innere Stadt ·                   | Kurt Müller wurde am 12. Jänner 1935 in Wiener Neustadt geboren. Seine Eltern waren Lazar und Rosa Müller. Diese hatten ein Geschäft in der Herzog-Leopold-Straße in Wiener Neustadt. Nach der Annexion wurde das Geschäft der Eltern arisiert, den Kindern war der Schulbesuch verboten und auch der Mietvertrag für die Wohnung wurde gekündigt. Die Familie versuchte zu fliehen. Zuletzt hielt sich Kurt Müller in Nadas in der Tschechoslowakei auf, hier endete die Flucht. Am 11. April 1942 wurde er von Trnava nach Lublin deportiert. Kurt Müller hat die Shoah nicht überlebt. |
|              | HIER WOHNTE LAZAR MÜLLER JG. 1897 SCHICKSAL UNBEKANNT | Baumkirchnerring 5 · Innere Stadt ·                   | Lazar Müller wurde am 22. November 1897 in Nadas geboren. Mit seiner Gattin Rosa, geborene Kurzweil, einer Hutmacherin, betrieb der Uhrmachermeister Lazar Müller ein Geschäft an der Herzog-Leopold-Straße in Wiener Neustadt. Das Paar hatte vier Kinder – Paul (geboren 1927), Wolfgang (geboren 1929), Ruth (geboren 1930) und Kurt Josef (geboren 1935). Der Betrieb wurde der Familie im März 1938 im Zuge der Arisierung geraubt. Den bereits Schulfähigen der insgesamt vier Kinder, also Paul, Wolfgang und Ruth Müller, wurde der Schulbesuch durch das Hitler-Regime fortan verboten. Im Herbst desselben Jahres wurde schließlich auch noch der Mietvertrag der Familie aufgekündigt, Lazar Müller wollte mit seiner Familie vor der antisemitischen Stimmung fliehen. Unter anderem hielt sich die Familie in Bratislava auf, dann in Nadas. Die Flucht war nicht erfolgreich. Am 11. April 1942 wurde Lazar Müller von Trnava nach Lublin deportiert. Lazar Müller hat die Shoah nicht überlebt. Auch die restliche Familie wurde ermordet, einzig über Rosa Müller ist unbekannt, ob sie den Holocaust überleben konnte. |
|              | HIER WOHNTE PAUL MÜLLER JG. 1927 ERMORDET 1942 AUSCHWITZ | Baumkirchnerring 5 · Innere Stadt ·                   | Paul Müller wurde am 29. April 1927 in Wiener Neustadt geboren. Seine Eltern waren Rosa und Lazar Müller. Diese hatten ein Geschäft in der Herzog-Leopold-Straße in Wiener Neustadt. Nach der Annexion wurde das Geschäft der Eltern arisiert, den Kindern war der Schulbesuch verboten und auch der Mietvertrag für die Wohnung wurde gekündigt. Die Familie versuchte zu fliehen. Zuletzt hielt sich Paul Müller in Nadas in der Tschechoslowakei auf, hier endete die Flucht. Am 11. April 1942 wurde er von Trnava nach Lublin deportiert. Laut Aufschrift auf dem Stolperstein wurde Paul Müller 1942 nach Auschwitz überstellt worden und er wurde dort ermordet. |
|              | HIER WOHNTE ROSA MÜLLER GEB. KURZWEIL JG. 1897 FLUCHT TRNAVA DEPORTIERT 1942 LUBLIN ERMORDET                                                                  | Baumkirchnerring 5 · Innere Stadt ·                   | Rosa Müller, geborene Kurzweil (1897–1942/45) |
|              | HIER WOHNTE RUDOLF MÜLLER JG. 1930 EINGEWIESEN 1940 HEILANSTALT GUGGING 1941 ARNSDORF 'VERLEGT' 4.8.1941 LEIPZIG-DÖSEN KINDERFACHABTEILUNG ERMORDET 22.9.1941 | Kesslergasse 15 ·                                     | Rudolf Müller wurde am 21. März 1930 in Wiener Neustadt geboren und galt von Geburt an als geistig behindert. Mit zehn Jahren wurde Rudolf wegen seiner „sehr beschränkten Bildungsfähigkeit“ in die „Landes-Pflege- und Beschäftigungsanstalt für schwachsinnige Kinder“ in Maria Gugging überwiesen. Mit 15. März 1941 erfolgte die Überstellung nach Arnsdorf, die ursprüngliche Destination seiner Reise war Schloss Hartheim, doch weil in der deutschen Tötungsanstalt Pirna-Sonnenstein ein Propagandafilm für die Euthanasie gedreht werden sollte, dort aber keine Kinder mehr waren, wurde der Transport nach Arnsdorf umgeleitet. Nach Abschluss der Dreharbeiten wurden die Kinder nicht mehr benötigt. Am 4. August 1941 wurde Rudolf Müller in die Kinderfachabteilung Leipzig-Dösen verlegt und dort am 22. September 1941 mit Medikamenten getötet. |
|              | HIER WOHNTE RUTH MÜLLER JG. 1930 SCHICKSAL UNBEKANNT | Baumkirchnerring 5 · Innere Stadt ·                   | Ruth Müller wurde am 20. März 1930 in Wiener Neustadt geboren. Ihre Eltern waren Lazar und Rosa Müller. Diese hatten ein Geschäft in der Herzog-Leopold-Straße in Wiener Neustadt. Nach der Annexion wurde das Geschäft der Eltern arisiert, den Kindern war der Schulbesuch verboten (Ruth hatte die „Jubiläumsschule-Mädchen-Volksschule“ besucht) und auch der Mietvertrag für die Wohnung wurde gekündigt. Die Familie versuchte zu fliehen. Zuletzt hielt sich Ruth Müller in Nadas in der Tschechoslowakei auf, hier endete die Flucht. Am 11. April 1942 wurde sie von Trnava nach Lublin deportiert. Ruth Müller hat die Shoah nicht überlebt. |
|              | HIER WOHNTE WOLFGANG MÜLLER JG. 1929 SCHICKSAL UNBEKANNT | Baumkirchnerring 5 · Innere Stadt ·                   | Wolfgang Müller wurde am 5. März 1929 in Wiener Neustadt geboren. Seine Eltern waren Lazar und Rosa Müller. Diese hatten ein Geschäft in der Herzog-Leopold-Straße in Wiener Neustadt. Nach der Annexion wurde das Geschäft der Eltern arisiert, den Kindern war der Schulbesuch verboten und auch der Mietvertrag für die Wohnung wurde gekündigt. Die Familie versuchte zu fliehen. Zuletzt hielt sich Wolfgang Müller in Nadas in der Tschechoslowakei auf, hier endete die Flucht. Am 11. April 1942 wurde er von Trnava nach Lublin deportiert. Wolfgang Müller hat die Shoah nicht überlebt. |
|              | HIER WOHNTE CHARLOTTE POLLAK GEB. ADLER JG. 1896 DEPORTIERT 1941 THERESIENSTADT 1942 AUSCHWITZ ERMORDET                                                       | Langegasse 5 (Ecke Lederergasse 1) ·                  | Charlotte Pollak, wurde am 28. Februar 1896 in Eisenstadt als Charlotte Adler geboren. Sie war verheiratet mit Friedrich Pollak, das Paar hatte vier Kinder. Charlotte führte in Neunkirchen ein Hutmachergeschäft, daher zog das getraute Paar erstmals hierher, später dann nach Payerbach. Hier hatte Charlotte eine Masken-Leihanstalt. Charlotte Pollaks Mann war Vertreter für Eternit-Platten für ganz Österreich. 1931, inzwischen war die Familie zu sechst, zogen die Pollaks nach Wiener Neustadt. Nach der Annexion Österreichs floh die Familie, Friedrich Pollak war tschechischer Staatsbürger, nach Brünn. Am 5. Dezember 1941 wurde Charlotte Pollak, ihr Ehegatte und die Kinder Edith und Inge von hier in das KZ Theresienstadt und weiter nach Auschwitz-Birkenau deportiert – hier wurde Charlotte Pollak, ihr Ehemann und die zwei jüngeren Kinder 1942 ermordet. Den beiden älteren Kindern Gertrude und Kurt war die Flucht ins Exil gelungen. Zuerst reisten sie bis Tulcea (Rumänien) und gelangten dann mit dem Schiff Milos nach Palästina. Beide haben überlebt. |
|              | HIER WOHNTE EDITH POLLAK JG. 1931 DEPORTIERT 1941 THERESIENSTADT 1942 AUSCHWITZ ERMORDET                                                                      | Langegasse 5 (Ecke Lederergasse 1) ·                  | Edith Pollak, geboren am 14. Dezember 1931 in Payerbach. Sie war das jüngste von vier Kindern von Friedrich und Charlotte Pollak. Ihre Mutter führte in Payerbach eine Masken-Leihanstalt. Ihr Vater war Handelsvertreter für Eternit-Platten und in dieser Eigenschaft in ganz Österreich unterwegs. 1931 zog die inzwischen sechsköpfige Familie nach Wiener Neustadt. Nach der Annexion Österreichs flohen die Pollaks, Friedrich Pollak war tschechischer Staatsbürger, nach Brünn. Am 5. Dezember 1941 wurde Edith Pollak zusammen mit ihren Eltern und Schwester Inge von hier in das KZ Theresienstadt und weiter nach Auschwitz-Birkenau deportiert – hier wurden Edith Pollak, ihre Eltern und ihre Schwester 1942 ermordet. Den beiden älteren Geschwistern Gertrude und Kurt war die Flucht ins Exil gelungen. Zuerst reisten sie bis Tulcea (Rumänien) und gelangten dann mit dem Schiff Milos nach Palästina. Beide haben überlebt. |
|              | HIER WOHNTE FRIEDRICH POLLAK JG. 1893 DEPORTIERT 1941 THERESIENSTADT 1942 AUSCHWITZ ERMORDET                                                                  | Langegasse 5 (Ecke Lederergasse 1) ·                  | Friedrich Pollak, geboren am 21. November 1893 in Wien, übersiedelte nach seiner Heirat mit Charlotte Adler in die nahe liegende Stadt Neunkirchen, wo seine Frau ein Hutgeschäft betrieb. Später erfolgte der Umzug nach Payerbach. Friedrich Pollak war als Vertreter engagiert und vertrieb mit einem Motorrad in ganz Österreich Eternit-Platten. Die jüngeren der insgesamt vier Kinder wurden in Payerbach geboren, 1931 übersiedelte die sechsköpfige Familie dann nach Wiener Neustadt. Weil Friedrich Pollak ausschließlich einen tschechischen Reisepass besaß, erfolgte die Flucht vor den Nazis 1938 in Richtung Brünn. Dort hielt sich die Familie knappe drei Jahre lang, am 5. Dezember 1941 erfolgte die Deportation in das KZ Theresienstadt und weiter nach Auschwitz-Birkenau – dort wurden außer den zwei älteren Kindern, denen die Flucht ins Exil gelungen war, alle Familienmitglieder ermordet. |
|              | HIER WOHNTE INGE POLLAK JG. 1930 DEPORTIERT 1941 THERESIENSTADT 1942 AUSCHWITZ ERMORDET                                                                       | Langegasse 5 (Ecke Lederergasse 1) ·                  | Inge Pollak, geboren am 19. März 1930 in Payerbach. Sie war das dritte von vier Kindern von Friedrich und Charlotte Pollak. Ihre Mutter führte in Payerbach eine Masken-Leihanstalt. Ihr Vater war Handelsvertreter für Eternit-Platten und in dieser Eigenschaft in ganz Österreich unterwegs. 1931 zog die inzwischen sechsköpfige Familie nach Wiener Neustadt. Nach der Annexion Österreichs flohen die Pollaks, Friedrich Pollak war tschechischer Staatsbürger, nach Brünn. Am 5. Dezember 1941 wurde Inge Pollak zusammen mit ihren Eltern und Schwester Edith von hier in das KZ Theresienstadt und weiter nach Auschwitz-Birkenau deportiert – hier wurden Inge Pollak, ihre Eltern und ihre Schwester 1942 ermordet. Den beiden älteren Geschwistern Gertrude und Kurt war die Flucht ins Exil gelungen. Zuerst reisten sie bis Tulcea (Rumänien) und gelangten dann mit dem Schiff Milos nach Palästina. Beide haben überlebt. |
|              | HIER WOHNTE BERTA REININGER GEB. KERPEL JG. 1867 DEPORTIERT 5.1.1943 THERESIENSTADT ERMORDET 1944                                                             | Kollonitschgasse 12 ·                                 | Berta Reininger wurde am 8. oder 9. April 1867 in Mattersburg geboren. Sie hatte mit ihrem 1921 verstorbenen Mann Wilhelm sieben Kinder. Im Alter wohnte sie bei ihrem Sohn Hugo, Besitzer einer Weinhandlung und Schnapsbrennerei, dadurch eine in Wiener Neustadt angesehene Persönlichkeit. Während Hugo mit seiner Frau 1939 nach Montevideo fliehen konnte, blieb Berta Reininger in der Wiener Neustädter Wohnung, am 5. Jänner 1943 wurde sie von Wien aus in das KZ Theresienstadt deportiert und fiel dort am 20. August 1944 dem Holocaust zum Opfer. Von ihren Kindern und Enkeln lebt heute höchstwahrscheinlich nur noch Trude Bibring, der die Flucht nach Palästina gelang. Ihre Enkelin Martha wurde bei einem Fluchtversuch nach Palästina in Jugoslawien gestoppt und dort von Deutschen ermordet. Die verbleibenden Schicksale sind unbekannt. |
|              | HIER WOHNTE ANNA RIBITZ JG. 1894 ARMENHAUS WIENER NEUSTADT EINGEWIESEN MAUER-ÖHLING 1940 HEILANSTALT GUGGING 1943 ERMORDET 12.11.1943                         | Ungargasse 20 (Parkgarage) ·                          | Anna Ribitz wurde 1894 geboren. Sie wurde am 20. Februar 1930 in der Heil- und Pflegeanstalt Mauer-Öhling aufgenommen, nachdem das Gesundheitsamt Wiener Neustadt sie als selbstgefährliche Geisteskranke eingestuft und eine Einweisung in eine geschlossene Anstalt als erforderlich angesehen hatte. Sie galt als ruhig und geordnet mit depressiven Stimmungslagen. Am 11. Mai 1933 wurde sie als geheilt entlassen. Ungefähr drei Wochen später wurde erneut durch den Amtsarzt von Wiener Neustadt eine Einweisung empfohlen, da sie geistesgestört und gemeingefährlich wäre. Erneut kam sie in die Heil- und Pflegeanstalt Mauer-Öhling. Sie galt als depressiv weinerlich, 1935 wurde sie entlassen – ihr Zustand hatte sich gebessert, sie wäre redselig, arbeitswillig und gut verwendbar. Mitte 1940 sieht das Gesundheitsamt sie wieder als gemein- und selbstgefährlich an. Auch das Altersheim, in dem Anna Ribitz zwischenzeitlich lebte, diagnostizierte sie als streitsüchtig und unerträglich, auch hätte sie andere Pflegebedürftige bedroht. Am 29. Juli 1940 erfolgt die Aufnahme am Steinhof, am 31. Juli erfolgt die Überstellung wieder nach Mauer-Öhling. 1943 wurde sie schließlich nach Gugging überwiesen, hier wurde Anna Ribitz am 12. November 1943 ermordet. |
|              | HIER WOHNTE IDA RIEGLER GEB. BASCH JG. 1882 DEPORTIERT 1942 MINSK ERMORDET MALY TROSTINEC                                                                     | Baumkirchnerring 9 ·                                  | Ida Riegler wurde am 15. Jänner 1882 in Kobersdorf als Ida Basch geboren. Ursprünglich kam die Familie Riegler aus Kobersdorf im heutigen Burgenland, damals noch westliches Ungarn. Erst 1918 übersiedelte sie nach Wiener Neustadt. Die Familie musste nach der Annexion Österreich nach Wien und sie wohnte zuletzt in einer Sammelwohnung für Juden in der Sperlgasse im 2. Wiener Gemeindebezirk. November 1938 gelang Sohn Armin die Flucht nach Palästina, Tochter Frieda floh 1939 nach London. Am 2. Juni 1942 erfolgte die Deportation von Ida Riegler zusammen mit ihrem Mann und ihrer Tochter Irma nach Minsk. Ida Riegler wurde im Vernichtungslager Maly Trostinez ermordet. |
|              | HIER WOHNTE IRMA RIEGLER JG. 1906 DEPORTIERT 1942 MINSK ERMORDET MALY TROSTINEC                                                                               | Baumkirchnerring 9 ·                                  | Irma Riegler war die Tochter von Nathan und Ida Riegler, geboren am 2. Juli 1906 in Kobersdorf. 1918 zog sie mit ihrer Familie nach Wiener Neustadt. Die Familie musste nach der Annexion Österreich nach Wien und sie wohnte zuletzt in einer Sammelwohnung für Juden in der Sperlgasse im 2. Wiener Gemeindebezirk. Am 2. Juni 1942 erfolgte die Deportation von Irma Riegler zusammen mit ihren Eltern nach Minsk. Irma wurde im Vernichtungslager Maly Trostinez ermordet. November 1938 gelang ihrem Bruder Armin die Flucht nach Palästina, Schwester Frieda floh 1939 nach London und überlebte dort. |
|              | HIER WOHNTE NATHAN RIEGLER JG. 1878 DEPORTIERT 1942 MINSK ERMORDET MALY TROSTINEC                                                                             | Baumkirchnerring 9 ·                                  | Nathan Riegler, geboren am 7. Februar 1878 in Kobersdorf. Er heiratete Ida Basch und sie hatten drei Kinder – Armin, Ida und Irma. Erst 1918 übersiedelte er mit seiner Familie nach Wiener Neustadt. Die Familie musste nach der Annexion Österreich nach Wien und sie wohnte zuletzt in einer Sammelwohnung für Juden in der Sperlgasse im 2. Wiener Gemeindebezirk. November 1938 gelang Sohn Armin die Flucht nach Palästina, Tochter Frieda floh 1939 nach London. Am 2. Juni 1942 erfolgte die Deportation von Nathan Riegler zusammen mit seiner Frau und seiner Tochter Irma nach Minsk. Nathan Riegler wurde im Vernichtungslager Maly Trostinez ermordet. |
|              | HIER WOHNTE ADOLF SCHLÄNGER JG. 1882 DEPORTIERT 20.5.1942 MALY TROSTINEC ERMORDET 26.5.1942                                                                   | Martinsgasse 14 ·                                     | Adolf Schlänger (ursprünglich Schlinger, ab 1934 in Dokumenten Schlänger) wurde am 29. Januar 1882 in Mattersdorf geboren. Er war in erster Ehe mit Friederike (Frida), geborene Rosenzweig, verheiratet (Heirat Mai 1920). Mit ihr hat er drei Kinder – Irma (geboren 1921), Erich (geboren 1922) und Edith (geboren 1931). Erich starb bereits 1930 an einer septischen Lungen- und Herzinnenentzündung. Bis in die 30er Jahre lebte die Familie in der Rosengasse 15, von hier betrieb Adolf seinen Alteisen- und Altmetallhandel, sowie den Handel mit Hadern und Knochen. Am 11. Dezember 1934 erfolgt die Scheidung des Paares, die Töchter verblieben bei der Mutter. 1937 heiratete er Martha (Marta), geborene Berger, eine Hebamme. Mit seiner neuen Frau lebte er in Wiener Neustadt in der Martingasse 14. Nach der Annexion Österreichs mussten sie Wiener Neustadt verlassen. Adolf Schläger lebte zuletzt in Wien in der Pazmanitengasse 14 im 2. Wiener Gemeindebezirk, wahrscheinlich handelte es sich hier um eine Sammelwohnung für Juden. Auch seine erste Ehefrau musste mit den gemeinsamen Kindern Wiener Neustadt verlassen und sie lebten in Wien. Am 20. Mai 1942 wurde Adolf Schläger mit dem Transport 22, Zug Da 203 von Wien nach Minsk deportiert. Auch seine beiden Töchter befanden sich mit auf diesem Transport. Der Zug erreichte Minsk am 26. Mai 1942. Bis auf einige junge Männer, die für Arbeitseinsätze selektiert wurden, transportierte man alle anderen Menschen in einem nahe beim Vernichtungslager Maly Trostinez befindlichen Wald (Blagovshchina). Vor einer schon vorbereiteten Grube wurden alle erschossen. Adolf Schläger und seine Töchter Edith und Irma Schlinger haben die Shoah nicht überlebt. |
|              | HIER WOHNTE SIGMUND SCHLÄNGER JG. 1880 DEPORTIERT 12.3.1941 ERMORDET IM BESETZTEN POLEN                                                                       | Hauptplatz 15 ·                                       | Sigmund Schlinger (laut Meldezettel Wiener Neustadt) wurde am 14. Juli 1880 in Mattersburg geboren. Er war verheiratet mit Fany Schlinger, geborene Daniel, mit der er 1912 aus Sauerbrunn nach Wiener Neustadt kam. Hier arbeitete Sigmund bei einer Molkerei. Später eröffnet er eine Gemischtwarenhandlung und wurde schließlich auch Inhaber der „Milchhalle“ der Graf Zichy’schen Gutspachtung in der Grübelgasse 4. Zum Schluss war er Kellerarbeiter und Fassbinder. Diese Tätigkeit übte er vermutlich bei der Weinhandelsfirma Mandl aus. Während des Ersten Weltkrieges war er in der Fliegerersatzkompanie 8. Am 13. Dezember 1912 wurde Sohn Max geboren. Nach der Annexion Österreichs musste er seine Wohnung in Wiener Neustadt verlassen. Er lebte zuletzt in einer Sammelwohnung für Juden in der Großen Stadtgutgasse 28 im 2. Wiener Gemeindebezirk. Am 12. März 1941 wurde er zusammen mit seiner Frau mit dem Transport 5 von Wien nach Polen deportiert. Der Transport fuhr nach Lagow, Opatow und Kielce. 992 Menschen wurden mit diesem Transport deportiert, 11 Menschen haben überlebt. Sigmund Schlänger und seine Ehefrau Fany Schlinger haben die Shoah nicht überlebt. Sohn Max wurde Schneider und verließ August 1938 Wiener Neustadt um in Wien zu leben. Sigmund wünschte sich ursprünglich für seine Familie eine Auswanderung nach Palästina, Nordamerika oder Brasilien. So dies nicht möglich wäre, sollte zumindest Sohn Max als erster ins Ausland verbracht werden. Ob dies gelang, ist nicht bekannt. |
|              | HIER WOHNTE PAUL JOHANNES SCHLESINGER JG. 1874 DEPORTIERT 1944 AUSCHWITZ ERMORDET 1945 IN GROSS-ROSEN                                                         | Herzog Leopold-Straße 28 ·                            | Paul Johannes Schlesinger war gelernter Feinmechaniker und später Landtags- und Nationalratsabgeordneter, wie auch Klassen- und Freiheitskämpfer und Gewerkschafter. Er wurde am 9. Juli 1874 in Wien geboren, wo er die teils unmenschlichen Arbeitsbedingungen in den großen Fabriken und Industriezentren kennenlernte, die ihn später zu einer Mitgliedschaft bei der Sozialdemokratischen Arbeiterpartei bewogen. Als Sekretär des Metallarbeiterverbandes 1911 nach Wiener Neustadt entsandt, und schon vier Jahre davor zum Obmann der Badener Gebietskrankenkasse ernannt, avancierte Schlesinger 1911 zum gewerkschaftlichen Vertrauensobmann für die Bezirke Baden, Mödling und Wiener Neustadt. Eine Verwundung rettete den Sozialdemokraten vor dem Kriegseinsatz im Ersten Weltkrieg. Am historisch bedeutenden Jännerstreik 1918 war Schlesinger aktiv beteiligt, drei Jahre später zog er in den Niederösterreichischen Landtag ein. Mit März 1926 wechselte er in den Nationalrat, wo er bis zum Österreichischen Bürgerkrieg bleiben konnte. Sowohl im Jahr 1934 als auch 1938 wurde er durch den christlich-sozialen Ständestaat verhaftet. 1934 musste er mehrere Monate im Anhaltelager Wöllersdorf ausharren, nach seiner Entlassung wurde er mit einem Aufenthaltsverbot für Wiener Neustadt belegt. Nach der Machtübernahme Hitlers in Österreich blieb Schlesinger von den führenden Staatskräften gefürchtet, Schlesinger wurde mehrmals wegen des Verdachts auf staatsfeindliche Aktivitäten verhaftet, ebenso am 1. September 1944. 18 Tage später wurde er nach Auschwitz überstellt. Aus Furcht vor den näherkommenden sowjetischen Truppen wurden die Häftlinge kurz vor Kriegsende nach Groß-Rosen weiter transportiert. Unklar ist, ob der mittlerweile über 71-jährige Schlesinger bereits auf dem strapaziösen Transport dorthin, oder erst dort verstarb. Zu seinen Ehren ist eine städtische Wohnhausanlage in Wiener Neustadt nach ihm benannt, wo auch eine Marmortafel zu Ehren des politischen Opfers an sein Andenken erinnert. Ebenso erinnert eine Gedenktafel am Parlament an ihn und elf weitere Nationalratsabgeordnete, die vom NS-Regime getötet wurden. |
|              | HIER WOHNTE EDITH SCHLINGER JG. 1931 DEPORTIERT 20.5.1942 MALY TROSTINEC ERMORDET 26.5.1942                                                                   | Lederergasse 13 ·                                     | Edith Schlinger wurde am 28. Juli 1931 (oder 1930 laut Meldung an Yad Vashem durch Frieda Schlinger) in Wiener Neustadt geboren. Sie war die Tochter von Adolf (später Schlänger) und Friederike Schlinger. Ihr Vater war Alteisen- und Altmetallhändler. Sie hatte eine weitere Schwester – Irma und einen Bruder Erich, der bereits 1930 an einer septischen Lungen- und Herzinnenentzündung verstarb. Ihre Eltern ließen sich im Dezember 1934 scheiden, die beiden Schwestern verblieben bei der Mutter. Nach der Annexion Österreichs mussten sie Wiener Neustadt verlassen. Edith Schlinger war zuletzt in der Haasgasse 10 im 2. Wiener Gemeindebezirk, wahrscheinlich eine Sammelwohnung für Juden, wohnhaft. Am 20. Mai 1942 wurde Edith mit dem Transport 22, Zug Da 203 von Wien nach Minsk deportiert. Auch ihre Schwester Irma und ihr Vater Adolf Schlänger befanden sich mit im Transport. Der Zug erreichte Minsk am 26. Mai 1942. Bis auf einige junge Männer, die für Arbeitseinsätze selektiert wurden, transportierte man alle anderen Menschen in einem nahe beim Vernichtungslager Maly Trostinez befindlichen Wald (Blagovshchina). Vor einer schon vorbereiteten Grube wurden alle erschossen. Edith Schlinger sowie ihre Schwester Irma und der Vater haben die Shoah nicht überlebt. Ihre Mutter scheint sich nicht mit auf dem Transport befunden zu haben. Friederike Schlinger überlebte, sie meldete die Ermordung ihrer Tochter an Yad Vashem, zu diesem Zeitpunkt (1995), lebte sie in London. |
|              | HIER WOHNTE FANNY SCHLINGER GEB. DANIEL JG. 1889 DEPORTIERT 12.3.1941 ERMORDET IM BESETZTEN POLEN                                                             | Hauptplatz 15 ·                                       | Fany Schlinger, geborene Daniel, wurde am 16. November 1869 in Kirchberg am Walde geboren. Sie war mit Sigmund Schlänger (Schlinger) verheiratet. Sie kamen 1912 aus Sauerbrunn nach Wiener Neustadt. Ehemann Sigmund arbeitete zuerst in der Molkerei und eröffnete schließlich eine eigene Gemischtwarenhandlung. Am 13. Dezember 1912 wurde Sohn Max geboren. Nach der Annexion Österreichs musste sie ihre Wohnung in Wiener Neustadt verlassen. Sie kam in eine Sammelwohnung für Juden in der Großen Stadtgutgasse 28 im 2. Wiener Gemeindebezirk. Am 12. März 1941 wurde sie zusammen mit ihrem Mann mit dem Transport 5 von Wien nach Polen deportiert. Der Transport fuhr nach Lagow, Opatow und Kielce. 992 Menschen wurden mit diesem Transport deportiert, 11 Menschen haben überlebt. Fany Schlinger hat die Shoah nicht überlebt. Auch Ehegatte Sigmund Schlinger wurde ermordet. Sohn Max wurde Schneider und verließ August 1938 Wiener Neustadt um in Wien zu leben. Sigmund wünschte sich ursprünglich für seine Familie eine Auswanderung nach Palästina, Nordamerika oder Brasilien. So dies nicht möglich wäre, sollte zumindest Sohn Max als erster ins Ausland verbracht werden. Ob dies gelang ist nicht bekannt. |
|              | HIER WOHNTE IRMA SCHLINGER JG. 1921 DEPORTIERT 20.5.1942 MALY TROSTINEC ERMORDET 26.5.1942                                                                    | Lederergasse 13 ·                                     | Irma Schlinger wurde am 8. Mai 1921 (oder 1922 laut Meldung an Yad Vashem durch Frieda Schlinger) in Wien geboren. Sie war die Tochter von Adolf Schlinger (später Schlänger) und Friederike Schlinger. Ihr Vater war Alteisen- und Altmetallhändler. Sie hatte eine weitere Schwester – Edith und einen Bruder Erich, der bereits 1930 an einer septischen Lungen- und Herzinnenentzündung verstarb. Ihre Eltern ließen sich im Dezember 1934 scheiden, die beiden Schwestern verblieben bei der Mutter. Nach der Annexion Österreichs mussten sie Wiener Neustadt verlassen. Irma Schlinger war zuletzt im Im Werd 4 im 2. Wiener Gemeindebezirk, wahrscheinlich einer Sammelwohnung für Juden, wohnhaft. Am 20. Mai 1942 wurde Irma mit dem Transport 22, Zug Da 203 von Wien nach Minsk deportiert. Auch ihre Schwester Edith und ihr Vater Adolf Schlänger befanden sich mit im Transport. Der Zug erreichte Minsk am 26. Mai 1942. Bis auf einige junge Männer, die für Arbeitseinsätze selektiert wurden, transportierte man alle anderen Menschen in einem nahe beim Vernichtungslager Maly Trostinez befindlichen Wald (Blagovshchina). Vor einer schon vorbereiteten Grube wurden alle erschossen. Irma Schlinger sowie ihre Schwester Edith und der Vater haben die Shoah nicht überlebt. Ihre Mutter scheint sich nicht mit auf dem Transport befunden zu haben. Friederike Schlinger überlebte, sie meldete die Ermordung ihrer Tochter an Yad Vashem, zu diesem Zeitpunkt (1995), lebte sie in London. |
|              | HIER WOHNTE ALFRED SCHNEIDER JG. 1925 FLUCHT TSCHECHOSLOWAKEI DEPORTIERT 1942 THERESIENSTADT ERMORDET IN REJOWIEC/POLEN                                       | Raugasse 4 ·                                          | Alfred Max Schneider wurde am 26. August 1925 in Wien geboren. Er war der Sohn von Ernst und Helena Schneider. Sein Vater war Elektro-Kaufmann und als Beamter in der Kriegsgetreidegesellschaft tätig. 1930 zog die Familie von Wien nach Wiener Neustadt. Alfred flüchtete mit seinen Eltern 1938 nach Brno, in die Geburtsstadt seines Vaters. Am 31. März 1942 wurde Alfred Max mit seinen Eltern mit dem Transport Af von Brno ins KZ Theresienstadt deportiert (seine Nummer auf dem Transport lautete 516). Am 18. April 1942 wurde Alfred mit seinen Eltern mit dem Transport Ap nach Rejowiec überstellt (seine Nummer auf dem Transport lautete 206). Dieser Transport bestand aus 997 Menschen, nur drei Menschen haben überlebt. Alfred Max Schneider und seine Eltern wurden in Rejowiec ermordet. |
|              | HIER WOHNTE ERNST SCHNEIDER JG. 1893 FLUCHT TSCHECHOSLOWAKEI DEPORTIERT 1942 THERESIENSTADT ERMORDET IN REJOWIEC/POLEN                                        | Raugasse 4 ·                                          | Ernst Schneider wurde am 1. März 1893 in Brno geboren. Er war Kaufmann und mit Helena Schneider verheiratet. Das Paar hatte einen Sohn – Alfred Max (geboren 1925). Ernst und seine Frau stammten ursprünglich aus der Tschechoslowakei, zogen zuerst nach Wien in den 20. Wiener Gemeindebezirk und 1930 schließlich nach Wiener Neustadt. Ernst Schneider hatte die Handelsakademie abgeschlossen und auch eine Schule für Elektrotechnik absolviert. Auch auf musischer Ebene hatte er sich gebildet, er spielte Cello und Klavier. Er arbeitete als Elektro-Kaufmann, in der Textilbranche und war Beamter der Kriegsgetreidegesellschaft. Ernst Schneider bemühte sich 1938 bei der Israelitischen Kultusgemeinschaft erfolglos um eine Ausreise. Er flüchtete noch 1938 mit seiner Familie nach Brno. Am 31. März 1942 wurde Ernst mit seiner Frau und seinem Sohn mit dem Transport Af von Brno ins KZ Theresienstadt deportiert (seine Nummer auf dem Transport lautete 514). Am 18. April 1942 wurde Ernst mit seiner Ehefrau und seinem Kind mit dem Transport Ap nach Rejowiec überstellt (seine Nummer auf dem Transport lautete 204). Dieser Transport bestand aus 997 Menschen, nur drei Menschen haben überlebt. Ernst Schneider und seine engsten Angehörigen, Frau und Sohn, wurden ermordet. |
|              | HIER WOHNTE HELENA HELLA SCHNEIDER JG. 1895 FLUCHT TSCHECHOSLOWAKEI DEPORTIERT 1942 THERESIENSTADT ERMORDET IN REJOWIEC/POLEN                                 | Raugasse 4 ·                                          | Helena Hella Schneider wurde am 4. April 1895 in Stanislau geboren. Sie war verheiratet mit Ernst Schneider. Das Paar hatte einen Sohn – Alfred Max (geboren 1925). Helena und Ernst zogen zuerst nach Wien in den 20. Wiener Gemeindebezirk und 1930 schließlich nach Wiener Neustadt. Ernst arbeitete als Elektro-Kaufmann, in der Textilbranche und war Beamter der Kriegsgetreidegesellschaft. Ernst Schneider bemühte sich 1938 bei der Israelitischen Kultusgemeinschaft um eine Ausreise, dabei beschrieb er seine Frau als „bilanzfähige Buchhalterin“, „selbständige Korrespondentin“ und „perfekte Köchin“. Die Bemühungen bei der IKG blieben erfolglos. Die Familie flüchtete noch 1938 nach Brno. Am 31. März 1942 wurde Helena mit ihrem Mann und ihrem Sohn mit dem Transport Af von Brno ins KZ Theresienstadt deportiert (ihre Nummer auf dem Transport lautete 515). Am 18. April 1942 wurde Helena mit Ehemann und Sohn mit dem Transport Ap nach Rejowiec überstellt (ihre Nummer auf dem Transport lautete 205). Dieser Transport bestand aus 997 Menschen, nur drei Menschen haben überlebt. Helena Hella Schneider und ihre engsten Angehörigen, Mann und Sohn, wurden ermordet. |
|              | HIER WOHNTE MORITZ SCHULHOF JG. 1876 FLUCHT 1938 UNGARN ERMORDET 1945 GHETTO BUDAPEST                                                                         | Schlögelgasse 3 ·                                     | Moritz Schulhof wurde 1876 in Ungarn geboren. Er war Schächter und Oberkantor der Israelitischen Kultusgemeinschaft Wiener Neustadt. Verheiratet war er mit Esther Schulhof, einer Fell- und Häutehändlerin. Das Paar hatte mindestens zwei Kinder – Helene (geboren 1924) und Bernhard. 1938 flüchtete er nach Ungarn. Moritz Schulhof wurde im Ghetto in Budapest ermordet. Seine Frau Esther hat überlebt, sie machte eine Meldung an Yad Vashem. Sohn Bernhard flüchtete in die USA. |
|              | HIER WOHNTE ANNA SCHWARZ SR. ANNA CAROLINE JG. 1876 EINGEWIESEN HEILANSTALT MAUER-ÖHLING 1935 'VERLEGT' SCHLOSS HARTHEIM ERMORDET 7.8.1941                    | Wiener Straße 65 ·                                    | Anna Schwarz wurde am 22. Juni 1876 in der Gemeinde Hollenthon geboren. Im Jahr 1900 erfolgte ihre Weihe zur Ordensschwester Anna Caroline am Kloster Sta. Christiana in Frohsdorf (Gemeinde Lanzenkirchen). Aufgrund von anhaltender Paranoia wies man Schwarz 1928 zunächst in die Anstalt Am Spiegelgrund ein, später wurde sie in die Heilanstalt Mauer-Öhling überwiesen, wo sie, mit Unterbrechung in den Jahren 1932–1935, bis zu ihrer Deportation am 7. August 1941 lebte. Eine Ärztekommission befand ihr Leben im Rahmen der Aktion T4 als „unwert“, was schließlich zu ihrer Ermordung führen sollte. Sie wurde wegen ihrer geistigen Behinderung auf Schloss Hartheim in der Gaskammer mit mindestens 58 weiteren Personen ermordet. |
|              | HIER WOHNTE ROBERT SCHWEIGER JG. 1907 EINGEWIESEN 1940 HEILANSTALT MAUER-ÖHLING 'VERLEGT' 10.7.1941 SCHLOSS HARTHEIM ERMORDET 10.7.1941                       | Blumengasse 5 ·                                       | Robert Schweiger wurde am 11. Oktober 1907 in Pöttsching geboren. Er lebte bei seinen Eltern in der Blumengasse und arbeitete als Schlosser, wurde arbeitslos und auf Grund dessen depressiv. Nachdem er Selbstmord begehen wollte, wurde er vom Amtsarzt am 15. Juni 1932 in die Heil- und Pflegeanstalt „Am Steinhof“ eingewiesen. Am 19. November 1932 erfolgte die Überstellung nach Ybbs an der Donau. Nach Eröffnung des Landes-Alters- und Siechenheim in Neudörfl wurde er dorthin überstellt (1. Juni 1933). Zwischenzeitlich wurde er entlassen, aber am 7. Dezember 1937 erneut aufgenommen. Am 25. Juni 1940 wurde er auf Veranlassung des Reichsstatthalters in Niederdonau in die Heil- und Pflegeanstalt Mauer-Öhling überstellt. Der letzte Vermerk lautete „Am 10. Jul. 1941 in eine der Direktion nicht genannte Anstalt übersetzt“. Dieser Vermerk bedeutete eine Überstellung in die Tötungsanstalt Hartheim, wo die Ermordung in einer Gaskammer in der Regel am Tag der Ankunft des Opfers erfolgte. Robert Schweiger wurde vermutlich hier am 10. Juli 1941 ermordet. |
|              | HIER WOHNTE JOSEFINE SEINFELD JG. 1898 EINGEWIESEN 1932 HEILANSTALT MAUER-ÖHLING ERMORDET 13.3.1941 SCHLOSS HARTHEIM                                          | Domplatz 12 ·                                         | Josefine Seinfeld wurde am 25. Januar 1898 in Wiener Neustadt geboren. Sie lebte mit ihrer Mutter Amalie und ihren Geschwistern Siegfried und Olga am Domplatz 12. Auf Veranlassung des Gesundheitsamtes Wiener Neustadt wurde sie am 20. Juli 1931 in der Heil- und Pflegeanstalt Mauer-Öhling aufgenommen. Am 24. Oktober 1931 erfolgte die Entlassung auf Revers. Am 19. August 1932 veranlasste das Gesundheitsamt erneut eine Einweisung. Der letzte Vermerk lautete „Am 13. März 1941 in eine der Direktion nicht genannte Anstalt übersetzt“. Dieser Vermerk bedeutete eine Überstellung in die Tötungsanstalt Hartheim, wo die Ermordung in einer Gaskammer in der Regel am Tag der Ankunft des Opfers erfolgte. Josefine Seinfeld wurde mit 15 anderen Patienten aus Mauer-Öhling am 13. März 1941 in Hartheim ermordet. Ihr Vater Max Seinfeld verstarb 1936. Ihre Schwester Olga heiratete Otto Grünwald, auch sie wurde ermordet. Mutter Amalie musste die Wohnung am Domplatz im Zuge der Novemberpogrome verlassen und zog aus Wiener Neustadt weg. Siegfried war zuletzt an der Medizinischen Fakultät im 5. Semester eingeschrieben. Nach 1938 war das Fortführen des Studiums nicht möglich. Weiterer Verbleib ungeklärt. |
|              | HIER WOHNTE JULIANE TAUL JG. 1921 EINGEWIESEN 12.5.1941 SCHLOSS HARTHEIM ERMORDET 12.5.1941                                                                   | Grazer Straße 95 ·                                    | Juliane Taul wurde am 15. November 1921 in Wiener Neustadt geboren und am 12. Mai 1941 nach Hartheim deportiert, wo sie noch am selbigen Tag ermordet wurde. Juliane war gehörlos geboren und seit 1937 Halbwaise, 1939 zog die Mutter mit Julianes Geschwistern aus der Wohnung aus und ließ die taubstumme Tochter alleine zurück. Aufgrund ihrer Arbeitsunfähigkeit wurde sie am 1. Juni 1940 nach Mauer-Öhling gebracht, wo der 19-jährigen Frau als „erbkranker“ Mensch kein sonderbar langes Überleben beschert war: Am 12. Mai 1941 erfolgte zusammen mit 69 anderen Menschen der Verweis der Pfleglinge in die Tötungsanstalt auf Schloss Hartheim, wo sie durch Giftgas ermordet wurde. Ihr ehemaliges Wohnhaus wurde im Zuge des Baus der Grazer Straße in Wiener Neustadt abgerissen. |
|              | HIER WOHNTE LUDWIG THAUSSIG JG. 1875 DEPORTIERT 1942 THERESIENSTADT ERMORDET 29.3.1944                                                                        | Bahngasse 38 Innere Stadt                             | Ludwig Thaussig (1875–1944) |
|              | HIER WOHNTE FRANZ WINKELMANN JG. 1901 1943 VOLKSGERICHTSHOF WIEN URTEIL HOCHVERRAT HINGERICHTET 1943                                                          | Purgleitnergasse 46 ·                                 | Franz Josef Winkelmann wurde am 6. September 1901 in Wiener Neustadt geboren und war Handelsangestellter. Er engagierte sich in einer von Alois Czipek initiierten Widerstandsgruppe und wurde am 8. Oktober 1943 in Wien wegen Hochverrats hingerichtet. Aktiv war die Gruppe vor allem in Ebenfurth, wo pro-kommunistische Sprüche ebenso an Häuser gestrichen wurden, wie die Parole „Nieder mit den Nazis“. Derartige Aktionen gelangen zweimal, am 8. Jahrestag der Februarkämpfe 1934 wurden in Ebenfurth circa zweitausend Flugzettel mit ähnlichen NS-feindlichen Proklamationen an die Einwohner verteilt (z. B. „Hitlers Untergang ist unser Aufstieg zur Freiheit“). Die Gestapo brauchte lange, bis sie die Gruppe ausheben konnte. Franz Winkelmann wurde im damaligen Wiener Neustädter Gestapo-Haus, nahe dem Stadtpark, sodann gequält, gefoltert und geschlagen. Ein Schauprozess fand am 1. und 2. Juni 1943 in Wien statt, Winkelmann wurde gemeinsam mit Czipek und fünf weiteren Widerstandskämpfern zum Tode verurteilt und am 8. Oktober 1943 enthauptet. Winkelmann war von 1932 bis 1938 illegales NSDAP-Mitglied, verlor aber mit dem Einmarsch Hitlers in Österreich seine Illusionen und agierte fortan aktiv gegen das Nazi-System. |
|              | HIER WOHNTE ALFRED WÖDL JG. 1934 EINGEWIESEN 6.2.1941 HEILANSTALT AM SPIEGELGRUND ERMORDET 22.2.1941                                                          | Corvinusring 16 ·                                     | Alfred Wödl wurde am 25. November 1934 unehelich als Sohn von Anny Wödl geboren. Der Junge litt an den Folgeschäden einer Rauchgasvergiftung, die seine Mutter, eine Krankenschwester im Wiener AKH, kurze Zeit vor der Geburt erlitten hatte. So konnte er kaum sprechen, seine Beine waren zu schwach um ihn zu tragen. Auch plagten das Kind immer wieder Gelenksentzündungen. Im April 1939 wurde Alfred von seiner Mutter getrennt und in eine Anstalt nach Gugging gebracht. Seine Mutter setzte sich immer wieder vehement gegen die Verschleppungen der Kinder ein, sie drang zweimal bis zu Herbert Linden vor, ihre Bemühungen blieben aber erfolglos. Daher musste sie auch hinnehmen, dass 1941 eine Überweisung ihres Sohnes in die Kinderanstalt Am Spiegelgrund noch die vergleichsweise beste Möglichkeit für diesen darstellte. Am 22. Februar desselben Jahres, mit 7 Jahren, starb das Kind, offiziell an den Folgen einer „Lungenentzündung“. |
|              | HIER WOHNTE JOHANN ZEHETNER JG. 1927 EINGEWIESEN 1944 HEILANSTALT MAUER-ÖHLING ERMORDET 25.4.1945                                                             | Burgplatz 1 ·                                         | Johann Zehetner wurde am 18. Oktober 1927 in Enns geboren und war der ältere Bruder von Irma Zehetner, sowie der Sohn von Christine und Johann Zehetner sen., letzterer arbeitete in der Theresianischen Militärakademie in Wiener Neustadt als Vertragsbediensteter, weswegen seine Familie dort seit Ende des Jahres 1934 wohnhaft war. Im Alter von fünf war der Junge Opfer eines Unfalls, als er von einem Motorrad angefahren wurde und anschließend unbehandelt blieb. Daraus ergab sich ein Entwicklungsrückstand von rund drei Jahren, den Zehetner nicht mehr aufholen konnte. Der verwaiste und sich selbst überlassene Zehetner wurde 1943, nach dem Tod seiner Mutter, nach Mauer-Öhling überwiesen, wo er für mehrere kleine Arbeiten verwendet wurde. In den Akten wird er allerdings als „wenig verwendbar“ beschrieben. Der oft als „ruhig“ oder „verträglich“ beschriebene junge Mann wurde am 25. April 1945 mit Elektroschocks durch den NS-Arzt Emil Gelny ermordet, ebenso 146 Mithäftlinge. In den Akten wurde Tuberkulose als Todesursache angegeben. |

2010 für Familie Bauer, Gustav Robert Braunberg, Alfred Höchstätter, Ludwig Huber, Anrold und Bella Lemberger, Familie Pollak, Paul Johannes Schlesinger und Juliane Taul (erneuert 2011 und 2015); 2011 für David und Franziska Breuer, für Julius, Grete, Max und Julius Buxbaum, für Julius Duhl, Heinrich Gerstl, Rudolf Müller (erneuert mit neuem Text 2015), für Familie Müller (ausgenommen Rosa Müller), Familie Riegler und Franz Winkelmann; 2012 für Hermann Hackl, Johanna Kraus, Berta Reininger und Anna Ribitz; 2013 für Familie Bartfeld (Erneuerung des Steines für Kurt Bartfeld 2015), für Eugenie, Stella und Walter Feldmann, Adolf und Helene Gerstl (Stein für Adolf Gerstl wurde 2018 erneuert), Josef Klinger, Moritz Schulhof, Anna Schwarz und Alfred Wödl (erneuert 2018); 2014 für Johann Braun (100. Stolperstein), Familie Grünwald, Familie Hirsch, Familie Löbl, Familie Schneider, Josefine Seinfeld und Johann Zehetner; 2015 für Friedrich Buxbaum, Erika Feldmann und Robert Schweiger; 2022 für Friedrich, Heinz und Werner Breuer, Benno Feldmann, Adolf und Amalia Jaul, Rosa Müller, Adolf Schlänger, Irma und Edith Schlinger, Sigmund Schlänger und Gattin Fanny Schlinger und Ludwig Thaussig.

### Josefstadt
Im Stadtbezirk Josefstadt wurden zwölf Stolpersteine an sechs Adressen verlegt.
| Stolperstein | Übersetzung | Verlegeort                                           | Name, Leben |
| ------------ | --- | ---------------------------------------------------- | --- |
|              | HIER WOHNTE HERBERT HOCHMANN JG. 1921 VERHAFTET 1939 'HOCHVERRAT' STRAFKOMPANIE TOT 1.1.1943 RUSSLAND                   | Pottendorfer Straße 121 · Josefstadt ·               | Herbert Hochmann (geboren 1921 in Wiener Neustadt) gehörte der Widerstandsgruppe um Karl Flanner an und soll Mitglieder angeworben, konspirative Treffen organisiert und antifaschistische Flugschriften verteilt haben, darunter die Zeitschrift Der Jungkommunist mit einer Auflage von 40 Stück. Die Gruppe wurde verhaftet und wegen Hochverrats vor Gericht gestellt. Die Strafe für Herbert Hochmann lautete auf ein Jahr und sechs Monate Gefängnis, jedoch wurde er nach der Haft einer Strafkompanie zugeteilt und wurde am 1. Jänner 1943 im Raum Stalingrad getötet. |
|              | HIER WOHNTE FELIX KOBLER JG. 1889 VERURTEILT 1942 HÖREN VON 'FEINDSENDERN' HAFT GROSS-STREHLITZ ERMORDET AUSCHWITZ      | Steinfeldgasse 18 (Ecke Siglgasse 9a) · Josefstadt · | Felix Kobler wurde am 27. Januar 1889 in Prag geboren. Er war gelernter Sattler. 1921 heiratete er die Bäckermeistertochter Rosa Reismüller. Das Paar hatte eine Tochter – Gertrude (geboren 1929). 1934 erlernte er bei seinem Schwiegervater das Bäckergewerbe und übernahm 1937 die Bäckerei. Nach der Annexion Österreichs durfte er diese nicht mehr weiterführen und er zog ohne seine Familie nach Wien und arbeitete bis Juli 1939 als Bäckergehilfe. Dann kam er in verschiedene Arbeitslager, unter anderem am Präbichl. Ab April 1941 war er wieder in Wien und arbeitete im 16. Wiener Gemeindebezirk. Im August 1941 lernte er Johann Schaffranek kennen, der einen Siemens-Radioapparat besaß. Beide hörten sich die deutschsprachigen Nachrichten des Londoner Senders an. Am 26. Juni 1942 wurden sie deshalb von einem Sondergericht am Wiener Landesgericht verurteilt: Felix Kobler zu drei Jahren Zuchthaus, Johann Schaffranek zu zwei Jahren Zuchthaus. Felix Kobler kam ins Zwangsarbeitslager Groß-Strehlitz. Felix Kobler wurde 1949 für tot erklärt. |
|              | HIER WOHNTE EMANUEL KOPPEL JG. 1881 ERMORDET 1941 ZAGREB                                                                | Wiener Straße 90 · Josefstadt ·                      | Emanuel Koppel wurde 1881 in Wiesen geboren. Er war verheiratet mit Therese, geborene Gross, und verdiente seinen Lebensunterhalt als Händler. Das Paar hatte drei Kinder – Alfred (geboren 1908), Edith (geboren 1912) und Helene (geboren 1924). Sohn Alfred war geistig behindert und kam 1932 in die Heil- und Pflegeanstalt Mauer-Öhling, wo er nach offiziellen Angaben an einer „Lungentuberkulose verstarb“. Am 15. Februar 1939 erfolgte der Vermerk, dass Emanuel und seine Frau nach Jugoslawien ausgewandert waren. Das Paar flüchtete nach Brčko und nach Zagreb. 1941 wurde Emanuel Koppel und seine Frau Therese in Zagreb ermordet. Beide Töchter konnten rechtzeitig flüchten, Helene gelangte nach Australien und Edith nach Palästina. |
|              | HIER WOHNTE THERESE KOPPEL GEB. GROSS JG. 1892 ERMORDET 1941 ZAGREB                                                     | Wiener Straße 90 · Josefstadt ·                      | Therese Koppel geb. Gross wurde am 15. Januar 1892 in Győr geboren. Sie war verheiratet mit Emanuel Koppel, einem Händler. Das Paar hatte drei Kinder – Alfred (geboren 1908), Edith (geboren 1912) und Helene (geboren 1924). Sohn Alfred war geistig behindert und kam 1932 in die Heil- und Pflegeanstalt Mauer-Öhling, wo er nach offiziellen Angaben an einer „Lungentuberkulose verstarb“. Am 15. Februar 1939 erfolgte der Vermerk, dass Therese und ihr Mann nach Jugoslawien ausgewandert waren. Das Paar flüchtete nach Brčko und nach Zagreb. 1941 wurde Therese Koppel und ihr Ehegatte Emanuel Koppel in Zagreb ermordet. Beide Töchter konnten rechtzeitig flüchten, Helene gelangte nach Australien und Edith nach Palästina. |
|              | HIER WOHNTE HELGA PAUER JG. 1939 'EINGEWIESEN' 17.6.1941 HEILANSTALT AM STEINHOF KINDERFACHABTEILUNG ERMORDET 18.8.1941 | Mießlgasse 43 (Fräserweg) ·                          | Helga Pauer wurde am 7. Juli 1933 in Graz geboren. Sie war eine Hausgeburt, bei dieser kam es zu Komplikationen, die zu einer geistigen Behinderung führten. Ihr Vater Rudolf Pauer war Maschineningenieur. 1940 erhielt er eine Stelle bei den Wiener Neustädter Flugzeugwerken (WNF), er zog von Berlin nach Wiener Neustadt und holte auch seine Familie aus Graz zu sich. Bei Helga Pauer traten Krampfzustände auf, darum wurde sie ärztlich untersucht und die Kinderärztin meldete Helga nach Berlin, in der Diagnose der Ärztin wurde ihr jede Entwicklungsfähigkeit abgesprochen. Am 17. Juni 1941 wurde das Kind durch Vertreter des Wiener Neustädter Gesundheitsamtes aus der Familie geholt und in die „Kinderfachabteilung“ Spiegelgrund gebracht. Hier wurde sie im Pavillon 15, dem „Mordpavillon“ untergebracht. Die untergebrachten Kinder, es sollten fast 800 werden, wurde hier medikamentös in einen Dämmerzustand gebracht, aus dem sie nicht mehr erwachten. Am 16. August 1941 meldete Heinrich Gross die Erkrankung des Kindes an den Vater, sie litte an einer „schweren toxischen Diphtherie“ und dass „mit dem Ableben des Kindes wohl zu rechnen sei“. Am 18. August erhielt die Familie die Todesnachricht. Helga Pauer, ein Opfer der Aktion T4, wurde am Spiegelgrund ermordet. |
|              | HIER WOHNTE JULIUS PUSCHEK JG. 1890 VERHAFTET 1939 BUCHENWALD ERMORDET 1942                                             | Pottendorfer Straße 121 · Josefstadt ·               | Julius Puschek wurde am 7. Mai 1890 in Wiener Neustadt geboren. Er war ein österreichischer Werkzeugmacher, KPÖ-Funktionär und Widerstandskämpfer gegen das NS-Regime. Er wurde aus politischen Gründen am 10. November 1942 im KZ Buchenwald ermordet. |
|              | HIER WOHNTE MAX STÖSSEL JG. 1902 VERHAFTET 1938 DACHAU DEPORTIERT ERMORDET 1943                                         | Wiener Straße 95 (jüdischer Friedhof) · Josefstadt · | Max Stössel wurde am 16. Mai 1902 in Wiener Neustadt geboren. Er war verheiratet mit Aloisia und hatte einen Sohn – Julius. Seine Frau betrieb eine Fahrrädergarderobe (einen absperrbaren Stellplatz). Im März 1938 entzog die Stadtgemeinde ihr die Benützungsbewilligung, da sie mit einem Juden verheiratet war. Angedeutet wurde, dass sie die Bewilligung nach einer Scheidung wiedererlangen würde. Die Scheidung erfolgte, die Bewilligung wurde aus „freiem Ermessen“ abgelehnt. Am 25. Juni 1938 wurde Max Stössel nach Dachau deportiert, von dort erfolgte 1938 oder 1939 seine Überstellung nach Buchenwald. Er sollte freikommen, so eine unmittelbare Ausreise nachgewiesen werden könnte. Da Max Stössel seine Familie nicht verlassen wollte, suchte seine Ex-Frau ein Reisebüro, dass eine Scheinbuchung vornahm. Dies gelang. Sie sendete Pass und Reisepapiere ins KZ Buchenwald und Max Stössel kam zwecks Ausreise frei. Max musste sich immer wieder bei der Polizei melden, schließlich wurde er wieder festgenommen. Seiner Ex-Frau teilte man mit, dass er erneut nach Dachau käme, wenn er eine Ausreise innerhalb weniger Tage nicht nachweisen könnte. Wieder fand sie ein Reisebüro und erhielt Ausreisepapiere für Shanghai. Max kam wieder frei und er ging nach Mailand. Sein Sohn Julius folgte ihm, Aloisia gelang es auf Grund des Kriegsausbruches und der Schließung der Grenzen nicht ihrer Familie zu folgen. Über Schleichwege gelangten Max und Julius nach Frankreich. Dort wurden sie in den Lagern Gurs und Drancy interniert. Sie gelangten nach Lyon, wurden dort von der deutschen Polizei aufgegriffen und Max Stössel wurde 1942 ins KZ Auschwitz deportiert. Sein Sohn Julius wurde 1944 nach Auschwitz deportiert, da konnte er seinen Vater nicht mehr ausfindig machen. Max Stössel war inzwischen ermordet worden. Julius wurde nach Buchenwald deportiert, bevor die Rote Armee eintraf, dort erlangte er am 11. April 1945 durch die Befreiungsaktion der Häftlinge seine Freiheit. |
|              | HIER WOHNTE STEFAN SURANYI JG. 1895 FLUCHT FRANKREICH INTERNIERT DRANCY DEPORTIERT 1944 AUSCHWITZ ERMORDET              | Fischauergasse 17 · Josefstadt ·                     | Stefan Suranyi (geb. 8. Juni 1895 in Szarvas) kam mit seiner Frau Valerie und der Tochter Susanne 1931 nach Wiener Neustadt. Am Schlachthof in Wiener Neustadt betrieb der gelernte Fleischhauer Suranyi zusammen mit dem Arier Otto Schneider eine Darmputzerei, er musste seinem ehemaligen Teilhaber wenige Tage nach dem „Anschluss“ den Betrieb zur Gänze überlassen. Im Sommer 1938 wurde die Familie auch noch aus der Unterkunft vertrieben, sie fanden Unterschlupf bei Rosa Wilder, ebenfalls Jüdin. Geschockt von der „Reichskristallnacht“, zog es die Suranyis weiter nach Wien, dort konnten sie einige Zeit mit Unterstützung der Israelitischen Kultusgemeinde Wien überleben. Obwohl Stefan Suranyi staatenlos war, gelang im Sommer 1939 die vorläufige Flucht nach Frankreich. Doch durch die Entwicklungen des Weltkrieges war man weiterhin auch dort nicht vollends sicher: So wurden Valerie und Susanne Suranyi im Dezember 1943, Stefan Suranyi ein halbes Jahr später, in das Vernichtungslager Auschwitz deportiert und dort ermordet. |
|              | HIER WOHNTE SUSANNE SURANYI JG. 1925 FLUCHT FRANKREICH INTERNIERT DRANCY DEPORTIERT 1943 AUSCHWITZ ERMORDET             | Fischauergasse 17 · Josefstadt ·                     | Susanne Suranyi war die Tochter von Stefan und Valerie Suranyi. Sie wurde am 12. April 1925 in Baden geboren und besuchte die Hauptschule für Mädchen in Wiener Neustadt. Wie auch ihre restliche Familie musste sie sich nach den Novemberpogromen im November 1938 auf die Flucht, später ins Exil nach Frankreich begeben. Am 7. Dezember 1943 wurde sie über Drancy nach Auschwitz verfrachtet und dort wurde Susanne Suranyi zusammen mit ihrer Mutter ermordet. |
|              | HIER WOHNTE VALERIE SURANYI GEB. GROSZ JG. 1897 FLUCHT FRANKREICH INTERNIERT DRANCY DEPORTIERT 1943 AUSCHWITZ ERMORDET  | Fischauergasse 17 · Josefstadt ·                     | Valerie Suranyi, geborene Grosz, wurde am 25. September 1897 in Wien geboren und heiratete ihren Mann Stefan, mit dem sie eine Tochter – Susanne – hatte. Da ihr Mann staatenlos war, gelang der Familie erst im Sommer 1939 die seit Monaten schon dringend notwendige, letztendlich aber doch nicht rettende Flucht nach Frankreich. Wie ihre restliche Familie wurde Valerie am 7. Dezember 1943 nach Auschwitz deportiert und dort, ein halbes Jahr vor ihrem Gatten, zeitgleich mit ihrer Tochter, ermordet. |
|              | HIER WOHNTE BIANKA WILDER JG. 1910 EINGEWIESEN 1932 HEILANSTALT MAUER-ÖHLING SCHLOSS HARTHEIM ERMORDET 12.7.1940        | Fischauergasse 17 · Josefstadt ·                     | Bianka Wilder wurde am 2. Januar 1910 in Wiener Neustadt geboren. Sie lebte mit ihrer Mutter Rosa und ihren zwei Geschwistern Alfred und Elfriede in der elterlichen Wohnung in der Fischauer Gasse 17. Der Vater, ein Arzt, verstarb früh. Bianka Wilder hielt sich kurzzeitig in der psychiatrischen Klinik im Wiener Allgemeinen Krankenhaus (AKH) auf (22. November 1932). Am 24. November 1932 wurde sie in die Heil- und Pflegeanstalt „Am Steinhof“ überstellt. Im Standesprotokollbuch wurde schließlich vermerkt: „Am 12. Juli 1940 in die Heil- und Pflegeanstalt Niedernhart-Linz übersetzt“. Der Eintrag bedeutet, dass Bianka Wilder nach Hartheim gebracht wurde, zusammen mit 62 anderen Patienten aus Mauer-Öhling und in Hartheim mit Kohlenmonoxidgas ermordet wurde. Ihr Bruder Alfred, ein Rechtsanwalt, fiel 1939 an der Front. Rosa, ihre Mutter, wurde 1941 ins Ghetto Łódź deportiert und dort ermordet. Nur ihre Schwester Elfriede konnte sich in die USA retten und überlebte. |
|              | HIER WOHNTE ROSA WILDER GEB. LANDAU JG. 1877 DEPORTIERT 1941 ŁODZ ERMORDET                                              | Fischauergasse 17 ·                                  | Rosa Wilder |

Die Verlegungen erfolgten 2010 für Helga Pauer; 2011 für Julius Puschek (2013 und 2015 wegen Beschädigung erneuert) und Max Stössel (erneuert 2015), 2012 für Felix Kobler; 2013 für Herbert Hochmann und das Ehepaar Koppel; 2014 für die Familie Suranyi und für Bianka Wilder; 2018 für Rosa Wilder.

### Ungarviertel
Im Stadtbezirk Ungarviertel wurden zwei Stolpersteine an einer Adresse verlegt.
| Stolperstein | Übersetzung                                                                              | Verlegeort            | Name, Leben |
| ------------ | ---------------------------------------------------------------------------------------- | --------------------- | --- |
|              | HIER WOHNTE JOHANNA SCHISCHA GEB. FRIEDMANN JG. 1885 DEPORTIERT 26.2.1941 OPOLE ERMORDET | Kaiserbrunngasse 17 · | Johanna Schischa, geborene Friedmann, wurde am 19. Mai 1885 in Prein an der Rax geboren. Sie lernte ihren zukünftigen Gatten Wilhelm Schischa, den sie 1908 heiratete, auf einem Purimball kennen. Wilhelm war Schneidermeister und er eröffnete am Domplatz 3 in Wiener Neustadt ein Herrenbekleidungsgeschäft. 1914 wurden sie Eltern eines Sohnes – Eduard, 1927 folgte Tochter Karoline. Die Familie lebte in einem Haus mit Garten in der Kaiserbrunngasse 17 in Wiener Neustadt. Eduard machte ebenfalls eine Schneiderlehre und half im väterlichen Geschäft. Nach der Annexion Österreichs 1938 verlor die Familie das Geschäft, dieses wurde arisiert. Am 10. November wurde ihr Ehemann Opfer der großen Verhaftungswelle in Wiener Neustadt. SA-Leute durchsuchten das Haus der Familie und nahmen alle Wertgegenstände mit, Johanna und ihre Familie durften ihr Haus nie wieder betreten. Johanna und ihre Kinder wurden währenddessen in die Synagoge gebracht, wo sich auch schon andere jüdische Frauen und Kinder aus Wiener Neustadt und Umgebung befanden. Karolines Ehemann wurde aus dem Wiener Polizeigefängnis entlassen. Die Familie zog nach Wien in die Scheuchgasse 19 im 9. Wiener Gemeindebezirk. Tochter Karoline konnte mit einem Kindertransport außer Landes in Sicherheit gebracht werden. Auch Johanna und Wilhelm planten eine Flucht, aber das Geld reichte nicht. Am 26. Februar 1941 wurden Johanna und ihr Mann von Wien nach Opole deportiert. Johanna Schischa hat die Shoah nicht überlebt. Sohn Eduard und Tochter Karoline haben überlebt. Karoline kehrte nach Wien zurück und heiratete Max Tauber. |
|              | HIER WOHNTE WILHELM SCHISCHA JG. 1883 DEPORTIERT 26.2.1941 OPOLE ERMORDET                | Kaiserbrunngasse 17 · | Wilhelm Schischa wurde am 11. Oktober 1883 in Gloggnitz geboren. Er lernte seine zukünftige Gattin Johanna, geborene Friedmann, die er 1908 heiratete, auf einem Purimball kennen. Wilhelm war Schneidermeister und er eröffnete am Domplatz 3 in Wiener Neustadt ein Herrenbekleidungsgeschäft. 1914 wurden sie Eltern eines Sohnes – Eduard, 1927 folgte Tochter Karoline. Die Familie lebte in einem Haus mit Garten in der Kaiserbrunngasse 17 in Wiener Neustadt. Eduard machte ebenfalls eine Schneiderlehre und half im väterlichen Geschäft. Nach der Annexion Österreichs 1938 verlor die Familie das Geschäft, dieses wurde arisiert. Am 10. November wurde Wilhelm Schischa Opfer der großen Verhaftungswelle in Wiener Neustadt. SA-Leute durchsuchten das Haus der Familie und nahmen alle Wertgegenstände mit, Wilhelm und seine Familie durften ihr Haus nie wieder betreten. Seine Frau Johanna und die Kinder wurden währenddessen in die Synagoge gebracht, wo sich auch schon andere jüdische Frauen und Kinder aus Wiener Neustadt und Umgebung befanden. Wilhelm Schischa wurde aus dem Wiener Polizeigefängnis entlassen. Die Familie zog nach Wien in die Scheuchgasse 19 im 9. Wiener Gemeindebezirk. Wilhelm fand kurzzeitig von September 1940 bis Februar 1941 Arbeit in einem arisierten Damen- und Herrenbekleidungsgeschäft. Tochter Karoline konnte mit einem Kindertransport außer Landes in Sicherheit gebracht werden. Auch Wilhelm und Johanna planten eine Flucht, aber das Geld reichte nicht. Am 26. Februar 1941 wurden Wilhelm und seine Frau von Wien nach Opole deportiert. Wilhelm Schischa hat die Shoah nicht überlebt. Sohn Eduard und Tochter Karoline haben überlebt. Karoline kehrte nach Wien zurück und heiratete Max Tauber. |

Die Verlegung erfolgte 2011.

### Zehnerviertel
Im Stadtbezirk Zehnerviertel wurden elf Stolpersteine an sechs Adressen verlegt.
| Stolperstein | Übersetzung                                                                                 | Verlegeort                                        | Name, Leben |
| ------------ | ------------------------------------------------------------------------------------------- | ------------------------------------------------- | --- |
|              | ROSA AMBERGER JG. 1939 ZIGEUNERLAGER AUSCHWITZ ERMORDET 28.1.1944                           | Dreipappelstraße 1 – Fischapark · Zehnerviertel · | Rosa Amberger wurde am 3. März 1939 in Wiener Neustadt geboren. Sie wurde ins Zigeunerlager Auschwitz deportiert, wo sie am 28. Januar 1944 eingeliefert wurde. Sie trug die Häftlingsnummer Z-9974. Laut Stolperstein wurde sie an diesem Tag ermordet. |
|              | HIER WOHNTE JOHANN HÖDL JG. 1888 VERHAFTET 1938 ERMORDET 1940 MAUTHAUSEN                    | Kaisersteingasse 13 · Zehnerviertel ·             | Johann Hödl wurde am 11. Oktober 1888 in Gloggnitz geboren. Er war verheiratet und Bahnhofsvorstand von Gutenstein und lange Zeit Fahrdienstleider in Wiener Neustadt. In den 30er-Jahren wurde er Stadtleiter der Heimwehr von Wiener Neustadt. Nach Niederschlagung des Juliputsches am 25. Juli 1934 beteiligte er sich an der Beaufsichtigung inhaftierter Nazis. In der Nacht vom 11. auf den 12. März 1938, also eine Nacht vor der Annexion Österreichs, wurde er von Nazis abgeholt, die von einem illegalen SA-Mann angeführt wurden. Hödl wurde nach Wiener Neustadt ins Polizeigefängnis gebracht, wo ihn seine Frau am nächsten Tag besuchen konnte. Danach wurde Hödl nach Wien gebracht und dann mit dem ersten Transport österreichischer Häftlinge ins KZ Dachau deportiert. Kurze Zeit später erfolgte die Überstellung ins neu errichtete KZ Mauthausen. Sein gesundheitlicher Zustand verschlechterte sich und er schrieb seiner Frau aus dem Spital: „Wenn Hans im Krieg etwas zustoßen sollte, dann besorge in Wampersdorf ein Familiengrab und lass ihn dorthin überführen“. Nachdem es keinen Hans in der Familie gab und Johann Hödl sich selber gerne in Wampersdorf aufhielt, diente diese Nachricht wohl der Verständigung, was nach seinem Ableben mit ihm passieren soll. Seine Gattin erhielt schließlich die Nachricht, dass er am 27. März 1940 an einem Gehirnschlag verstorben wäre.                   |
|              | MARIA HORVATH JG. 1938 ZIGEUNERLAGER AUSCHWITZ 31.3.1943 ERMORDET 26.7.1943                 | Dreipappelstraße 1 – Fischapark · Zehnerviertel · | Maria Horvath wurde am 4. Oktober 1938 in Wiener Neustadt geboren. Sie wurde am 31. März 1943 ins Zigeunerlager Auschwitz verschleppt und dort mit der Häftlingsnummer Z-6467 registriert. Maria Horvath wurde am 26. Juli 1943 vom NS-Regime ermordet wurde. |
|              | KATHARINE KAROLY JG. 1934 ZIGEUNERLAGER AUSCHWITZ 31.3.1943 ERMORDET 4.2.1944               | Dreipappelstraße 1 – Fischapark · Zehnerviertel · | Katharine Karoly wurde 1934 in Wiener Neustadt geboren. Sie wurde am 31. März 1943 ins Zigeunerlager Auschwitz deportiert und dort mit der Häftlingsnummer Z-6451 registriert. Sie wurde am 4. Februar 1944 ermordet. |
|              | LEOPOLD MARTINOWSKY JG. 1906 VERHAFTET 17.4.1944 'SCHUTZHAFT' FLOSSENBÜRG ERMORDET 3.2.1945 | Dreipappelstraße 1 – Fischapark · Zehnerviertel · | Leopold Martinowsky wurde am 1. November 1906 in Ebreichsdorf geboren und verdiente seinen Lebensunterhalt als Maler. Während des Krieges unterstützte er die Zwangsarbeiter des Rax-Werkes in Wiener Neustadt, diese ließ er auch während der Luftangriffe in seinen Keller, teilte Essen mit ihnen und übermittelte Nachrichten der ausländischen Sender. Am 17. April 1944 wurde Leopold Martinowsky wegen „staatsfeindlicher Äußerungen“ inhaftiert. Denunziert wurde er vom Nazi-Blockleiter der Siedlung, Karlacek, der wiederum eine Naheverhältnis zur Mutter von Martinowsky hatte. Diese hatte die Beziehung zum eigenen Sohn abgebrochen. Die Gestapo-Außendienststelle Wiener Neustadt beantragte die Einweisung in ein Konzentrationslager. Am 4. September 1944 kommt er als politischer Gefangener im KZ Flossenbürg an, seine Gefangenennummer lautet 20357. Am 3. Februar 1945 wurde Leopold Martinowsky hier ermordet. |
|              | HIER WOHNTE EMMA POPPINGER JG. 1907 HEILANSTALT GUGGING ERMORDET 4.4.1943                   | Wassergasse 9 · Zehnerviertel ·                   | Emma Poppinger wurde am 19. Dezember 1907 in Wiener Neustadt geboren. Sie wurde in der Heilanstalt Gugging im Rahmen der Aktion T4 ermordet und gilt aufgrund ihrer geistigen Behinderung als Opfer der Euthanasie im Nationalsozialismus. Poppinger war von Geburt an beeinträchtigt, lebte bis zum Jahr 1939 bei ihren Eltern in Wr. Neustadt, wobei ihr Vater 1926 starb. Zwei Jahre nach ihrer Einweisung in das für Pflegefälle eigentlich viel zu enge Bezirksaltersheim in Wiener Neustadt, wurde sie mit vier anderen Heimbewohnern in die Heilanstalt Gugging überwiesen. In Berichten wird sie als „ruhig“, „harmlos“, „sich rein haltend“ und „schnell zufrieden“ beschrieben, jedoch galt sie wegen ihrer Behinderung als „zu keiner Arbeit verwendbar“, was ihr schließlich das Leben kosten sollte. Sie magerte immer mehr ab, verlor innerhalb eines Jahres über 20 kg Körpergewicht, als ihr Vormund wurde die in Wien ansässige Schwester Marie Kellner bestellt. Anfang 1943 wurde Emma Poppinger in die Infektionsabteilung verlegt, von da an durfte ihre Schwester sie nicht mehr besuchen. Wie 111 weitere Patienten verstarb sie in der Infektionsabteilung am 4. April 1943. Durch Zeugenaussagen ist mittlerweile erwiesen, dass der NS-Arzt Rudolf Lonauer eine Vielzahl von Patienten durch Medikamente ums Leben brachte, damit Platz vorhanden wäre, um die Heilanstalt als Reservespital nutzen zu können. |
|              | HIER WOHNTE FRANZ SECKL JG. 1884 DEPORTIERT 6.2.1942 RIGA ERMORDET                          | Kaisersteingasse 7 · Zehnerviertel ·              | Franz Seckl war das älteste Kind von Ignaz und Maria Seckl, und kam am 1. März 1884 in Ramplach zur Welt. Er arbeitete später als Kaufmann. Zusammen mit seiner Frau konnte er seinen beiden Kindern, Martha und Josef, das Exil in London ermöglichen. Im bereits siebzehnten Judentransport von Wien weg, je Transport wurden eintausend Juden ihrer Heimat und ihres Lebens entrissen, wurde er, wie auch seine Frau, sein Bruder und sein Vater, Anfang Februar 1942 nach Riga gebracht, wo er ermordet wurde. |
|              | HIER WOHNTE HANNI DELFINE SECKL JG. 1886 DEPORTIERT 6.2.1942 RIGA ERMORDET                  | Kaisersteingasse 7 · Zehnerviertel ·              | Hanni Delfine Seckl wurde als Hanni Delfine Grünfeld am 10. August 1886 in Velka geboren, heirate später Franz Seckl, den Sohn von Ignaz Seckl, und wurde „(w)egen aufreizenden Verhaltens der arischen Bevölkerung gegenüber“ von der Gestapo verhaftet, nachdem sie schon am 9. November 1938, also kurz vor den Pogromen, von der SS verhaftet, allerdings auch wieder bald entlassen wurde. Ihren beiden Kindern, Martha und Josef, konnte sie die Ausreise nach England ermöglichen. Selbst starb sie, wie auch ihr Mann, ihr Schwager und ihr Schwiegervater, in Riga, wohin sie am 6. Februar 1942 deportiert wurde. |
|              | HIER WOHNTE HEINRICH SECKL JG. 1891 DEPORTIERT 1942 RIGA ERMORDET                           | Brunner Straße 30 · Zehnerviertel ·               | Heinrich Seckl kam am 8. Dezember 1891 in Wiener Neustadt als Sohn von Ignaz und Maria Seckl zur Welt, und arbeitete in Leipzig als Zahntechniker. Kurz vor Beginn des Krieges zog Heinrich wieder in seine Heimatstadt Wr. Neustadt und lebte dort bei seinem Vater. Als am 9. November 1938 SS-Männer Teile seiner Familie verhafteten, befand sich Heinrich, sein kurzes Leben lang ledig, nicht zu Hause. Wie auch sein Vater, sein Bruder und seine Schwägerin, deportierte man ihn am 6. Februar 1942 nach Riga, Lettland, wo er um sein Leben gebracht wurde. |
|              | HIER WOHNTE IGNAZ SECKL JG. 1860 DEPORTIERT 1942 RIGA ERMORDET                              | Brunner Straße 30 · Zehnerviertel ·               | Ignaz Seckl, geboren am 24. September 1860 in Bad Fischau, übernahm von seinem Vater Josef eine Kleng-Anstalt, wo er aus Bockerln Samen gewinnen konnte und diese weiterverkaufte. Seine Gattin Maria starb einige Jahre vor dem Anschluss, nach dem der jüdische Kaufmann keine Bockerl mehr von den umliegenden Bauern geliefert bekam, bis dahin gebar sie noch Heinrich und Franz Seckl, sowie Leopoldine Seckl, die aufgrund ihrer katholischen Erziehung den Holocaust überleben „durfte“. Zuletzt lebte der Kaufmann mit seinem Sohn Heinrich in der Brunner Straße von Wiener Neustadt. Wie auch seine restliche Familie kam Ignaz Seckl am 6. Februar 1942, schon über 80-jährig, nach Riga, wo er ums Leben kommen musste. |
|              | HIER WOHNTE JOSEFINE STREUSLER JG. 1892 DEPORTIERT 26.1.1942 RIGA ERMORDET                  | Wassergasse 24 ·                                  | Josefine Streusler wurde am 8. August 1892 in Wiener Neustadt geboren. Ihre Eltern waren Hermann Streusler, ein Zuschneider aus Ungarn, und Katharina Frankl. Sie hatte zwei Geschwister – Gustav und Heinrich. Gustav starb bereits 1919. Als ihr Vater 1927 starb, übernahm Heinrich den Familienbetrieb. Josefine erbte wiederum von ihrer Mutter, die 1936 starb, das Haus in der Wassergasse. Nach der Annexion Österreichs wurde das Geschäft arisiert. Ihr Bruder zog mit seiner Familie, Ehefrau Gisela und Sohn Walter, zu Josefine in das elterliche Haus. Doch auch dieses wurde 1938 arisiert. Heinrich verließ mit seiner Familie Wiener Neustadt. Zumindest über Heinrich weiß man, dass er Großbritannien erreichte. Josefine musste auf Grund einer Erkrankung in Wien bleiben. Ab 1939 gibt es zahlreiche Meldevermerke für Josefine: 15. März 1939 bis 4. April 1940 in der Weissgasse 48, anschließend bis 8. Oktober 1940 an der Roßauer Lände 23A, vom 9. Oktober 1940 bis 14. Juli 1941 in der Uhdegasse 11, vom 16. Juli bis 18. August 1941 wieder in der Weissgasse 48 und schließlich vom 19. August 1941 bis zum 16. Jänner 1942 in der Liechtensteinstraße 103. Im letzten Abmeldevermerk steht schließlich: „16.1.42 Polenaktion 26.1.42 Riga“. Josefine Streusler hat die Shoah nicht überlebt. |

Die Verlegungen erfolgten 2010 für Heinrich und Ignaz Seckl, 2011 für Johann Hödl, Emma Poppinger, Franz und Hanni Seckl, 2013 für Rosa Amberger, Maria Horvath, Katharine Karoly (erneuert 2022) und Leopold Martinowsky sowie 2015 für Josefine Streusler.

## Verlegedaten
- 24. Juli 2010: Brunner Straße 30, Dietrichgasse 23, Grazer Straße 95, Hauptplatz 13 und 20, Herzog Leopold-Straße 3 und 28, Kaisersteingasse 7, Lederer Gasse 1/Lange Gasse 5, Mießlgasse 43, Raugasse 4 (Familie Bauer), Wiener Straße 51
- 4. Juli 2011: Baumkirchnerring 5 und 9, Fischauergasse 100, Flugfeldgürtel 13/15 und 15, Gröhrmühlgasse 13, Kaiserbrunngasse 17, Kaisersteingasse 13, Kesslergasse 15, Kollonitschgasse 12, Martinsgasse 8, Neunkirchner Straße 35, Pottendorfer Straße 121, Purgleitnergasse 46, Wassergasse 9, Wiener Straße 13 und 95
- 26. März 2012: Flugfeldgürtel 15 (Karoline Formann), Matthias Schönerer-Gasse 10, Steinfeldgasse 18, Ungargasse 20
- 22. April 2013: Bahngasse 44, Corvinusring 16, Dreipappelstraße 1 – Fischapark, Eyerspergring 7, Kollonitschgasse 5, Nittnergasse 4, Pottendorfer Straße 121 (Herbert Hochmann), Schlögelgasse 3, Ungargasse 6, Wiener Straße 10, 65 und 90
- 5. Juli 2014: Burgplatz 1, Domplatz 12, Fischauergasse 17, Haggenmüllergasse 25, Raugasse 4 (Familie Schneider), Singergasse 15, Wienerstraße 9/Herrengasse 2, Wiener Straße 58
- 18. Juli 2015: Blumengasse 5, Eyerspergring 7 (Erika Feldmann), Hauptplatz 15, Lederergasse 13, Martinsgasse 14, Matthias Schönerer-Gasse 10 (Lorenz Halbauer), Wassergasse 24
- 7. August 2018
- 31. Oktober 2022: Baumkirchnerring 5 (Rosa Müller), Bahngasse 38, Eyerspergring 7 (Benno Feldmann), Grazer Straße 87, Neunkirchner Straße 33 und 52
- 9. November 2023: Gymelsdorfergasse 30